# 海浜幕張駅

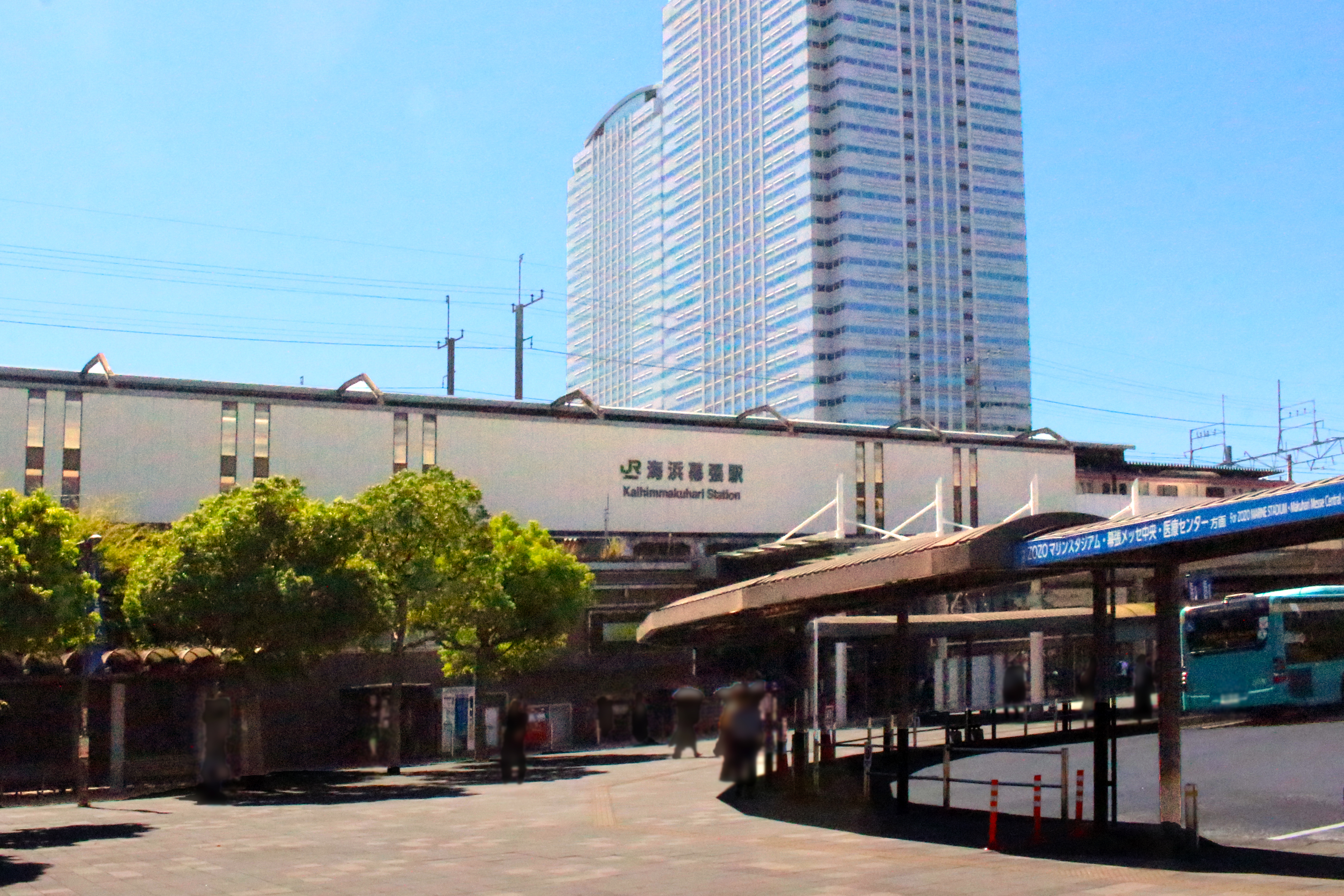
北口（2024年9月）

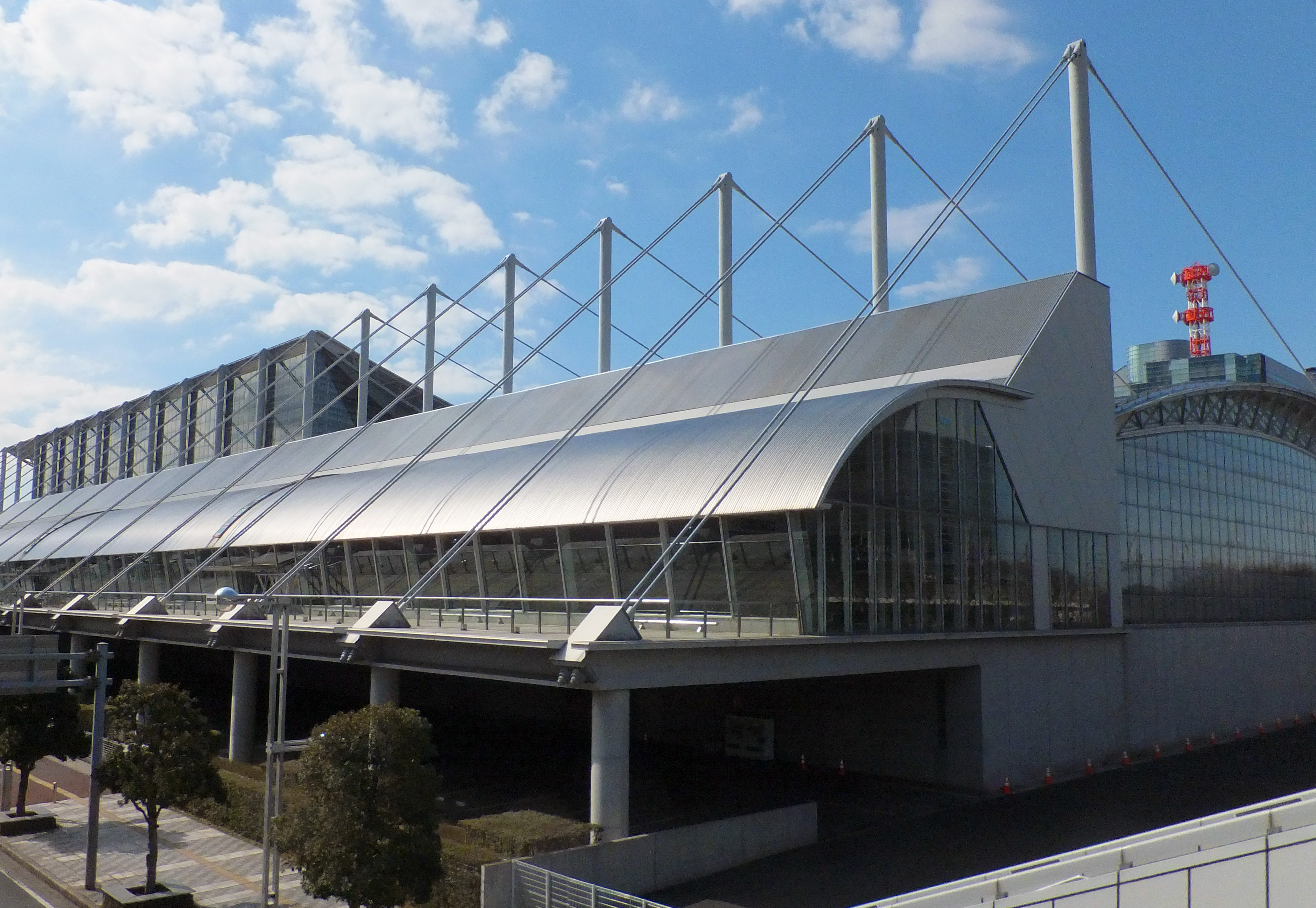
幕張メッセ国際展示場（9-11ホール）

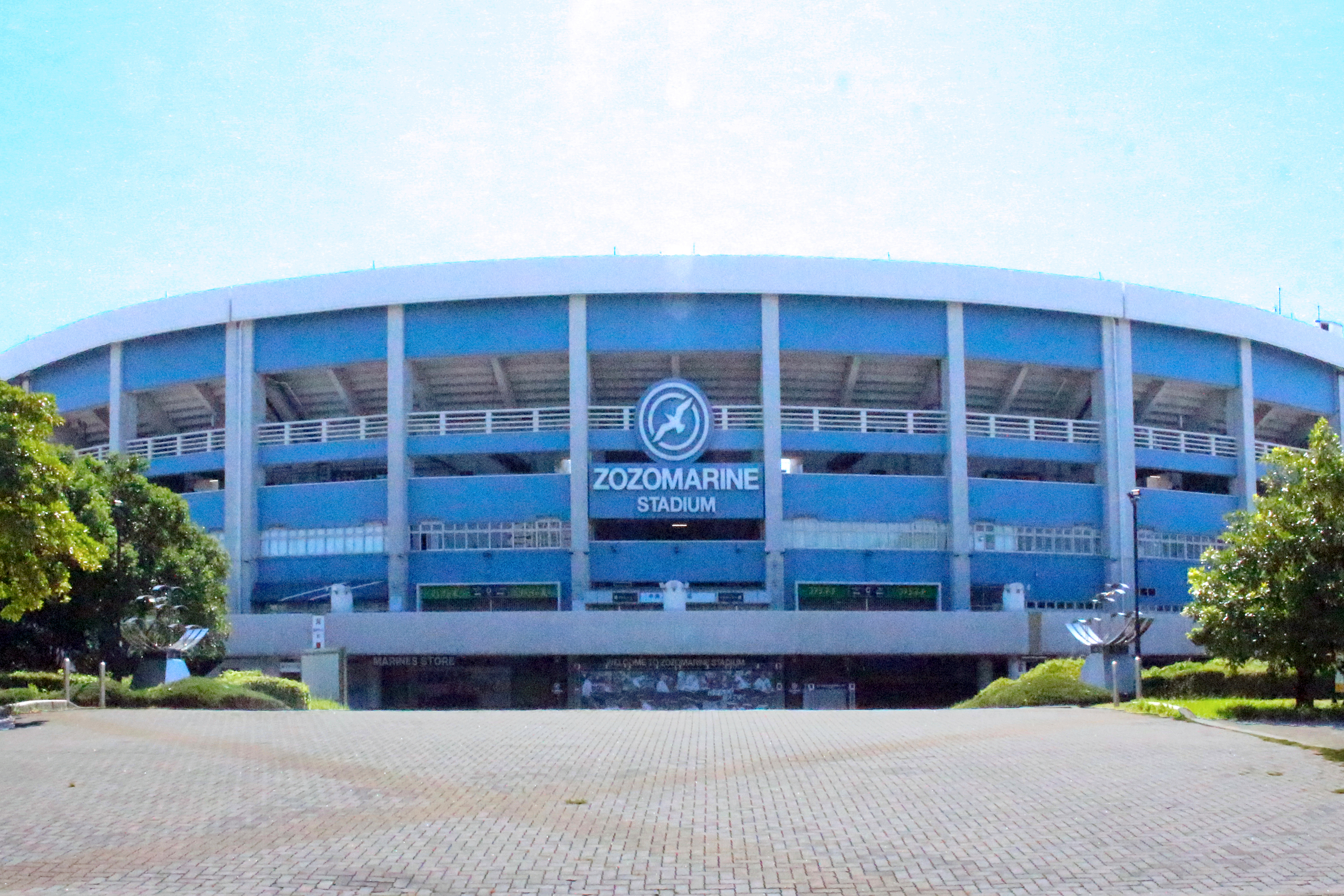
千葉マリンスタジアム

海浜幕張駅（かいひんまくはりえき）は、千葉県千葉市美浜区ひび野二丁目にある、東日本旅客鉄道（JR東日本）京葉線の駅である。西船橋駅から武蔵野線に乗り入れる列車も停車する。駅番号はJE 14。

## 概要
幕張新都心の玄関口となる駅であり、駅周辺には多くのオフィスビル・ホテル・ショッピングセンターが建ち並ぶ。駅南側には幕張メッセやプロ野球・千葉ロッテマリーンズの本拠地であるZOZOマリンスタジアムといった施設が立地し、イベントや野球試合が開催される日は多くの人でにぎわう。2005年のプロ野球開幕日から、地元の要望により列車の発車を告げる音楽（発車メロディ）にも千葉ロッテマリーンズの球団歌「We Love Marines」のサビ部分が採用されている。
武蔵野線から直通する列車（「しもうさ号」を含む）の千葉県側の終点駅となっている。このため、武蔵野線直通列車と京葉線内の列車の両方が利用可能である。ただし、朝夕通勤時間帯以外の早朝・日中・深夜などは当駅までの直通列車を設定していないため、南船橋駅もしくは市川塩浜駅での乗り換えとなる。2002年12月1日のダイヤ改正以前は日中にも直通列車が設定されていたが、京葉快速の南船橋駅への停車に伴い廃止された。
京葉線東京駅 - 当駅間の区間列車も多数設定されている。特に土曜・休日の日中の各駅停車は全列車が東京駅 - 当駅間の運転である。
京葉線快速の蘇我行きおよび内房線君津行き・東金線成東行き（土休日のみ）、日中の外房線上総一ノ宮行きは、当駅から先は各駅に停車するが、「各駅停車」とは案内されず、「快速」のまま案内される。
京葉線の途中駅では唯一特急「わかしお」が停車（特急「さざなみ」が運転される時間帯には、当駅に特急停車の設定がないため全列車が通過）し、東京発16時までの下り列車および当駅発11時以降の上り列車すべてが停車する。また、幕張メッセで開催されていた「東京モーターショー」・「Interop Tokyo」・「CEATEC JAPAN」などの大型イベント開催時に当駅始発東京駅直行の「さざなみ」が運行されたことがあった（2009年の「CEATEC JAPAN」向け列車までは「わかしお」として運転された）。
JR東日本が進める「エコステ」のモデル駅として2013年9月13日に駅リニューアルが竣工した。その際、4番線ホームのさらに南にあるスペースに太陽光パネルや風力発電機が設置されている。中央本線の四ツ谷駅・東北本線の平泉駅に続いて3番目の「エコステ」である。

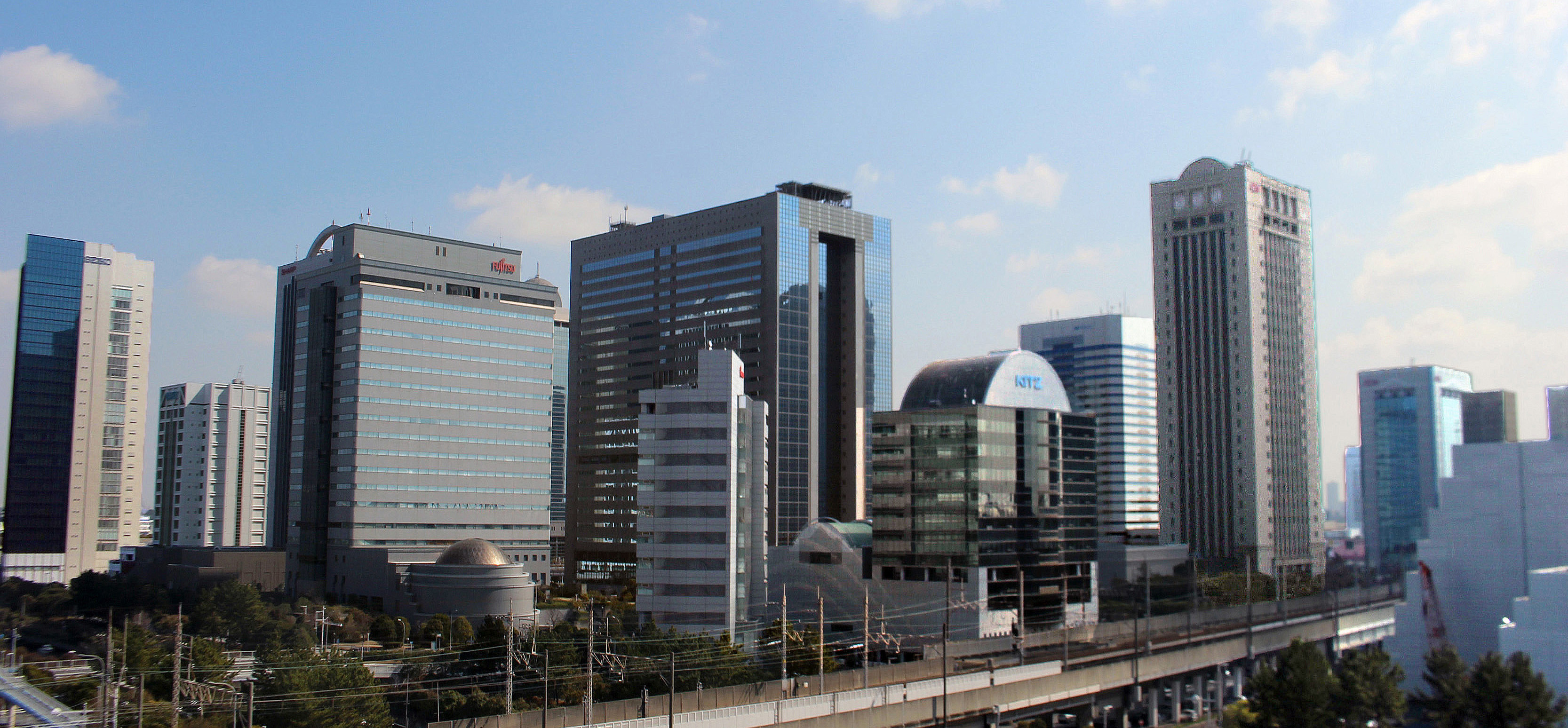
駅周辺の超高層ビル群

## 歴史

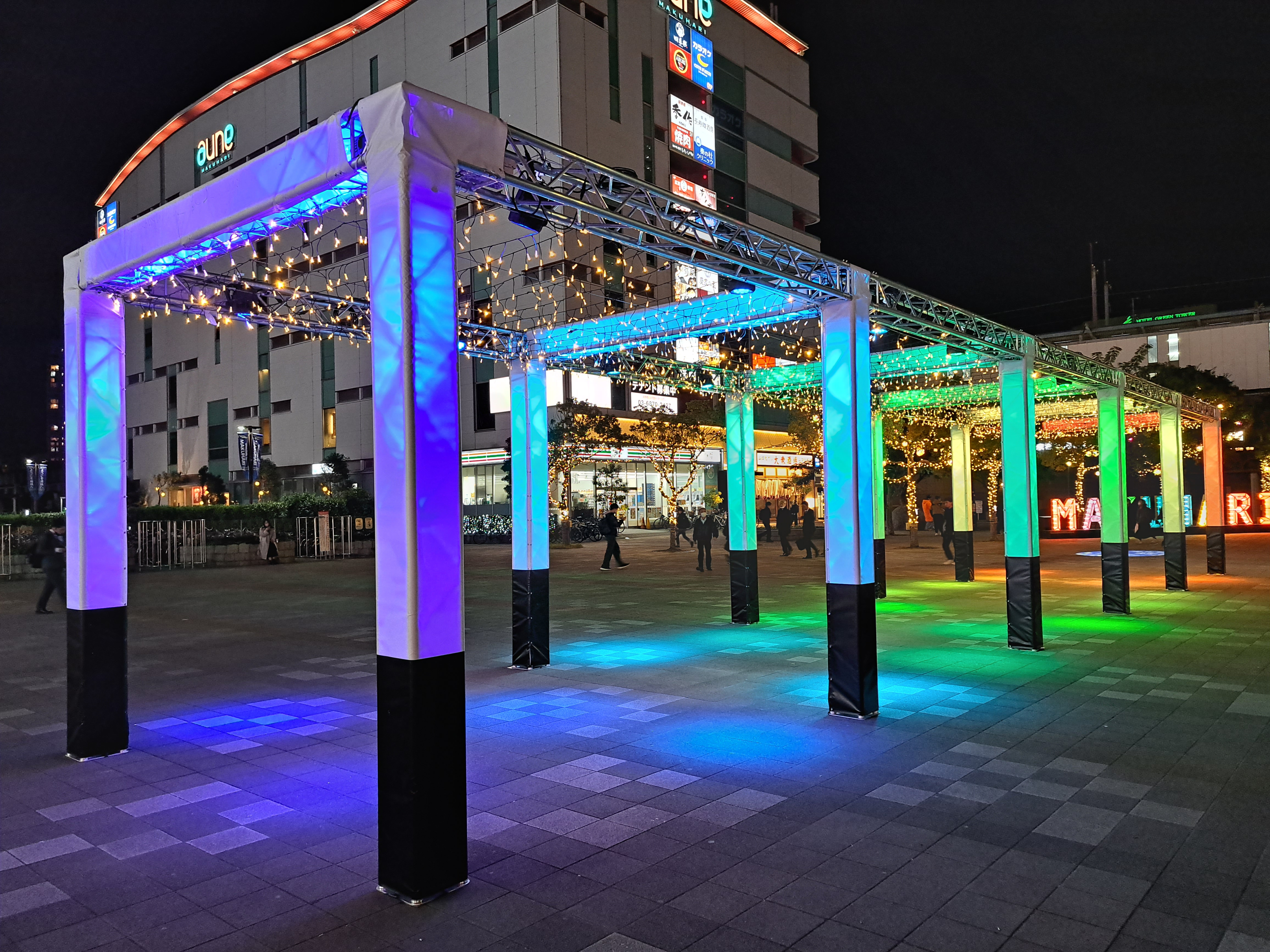
冬季に開催されるマクハリイルミ（2023年11月）

京葉線が東京駅まで全通した当時は快速通過駅であったが、その後の幕張新都心の整備により駅周辺が発展し、現在では京葉線内の途中駅で唯一の特急停車駅となった。

### 年表
- 1986年（昭和61年）3月3日：日本国有鉄道（国鉄）の駅として開業[新聞 1]。
- 1987年（昭和62年）4月1日：国鉄分割民営化に伴い、東日本旅客鉄道（JR東日本）の駅となる。
- 1991年（平成3年）3月16日：ダイヤ改正により快速停車駅となる[3]。
- 1995年（平成7年）12月1日：2・3番線を新設[3]。
- 1997年（平成9年）3月19日：びゅうプラザが開業[新聞 2]。
- 2000年（平成12年）12月2日：ダイヤ改正により一部の特急「わかしお」・「さざなみ」停車駅となる[報道 2]。武蔵野線の列車の乗り入れを開始[4]。折り返し設備の使用を開始[3]。
- 2001年（平成13年）11月18日：ICカード「Suica」の利用が可能となる[報道 3]。
- 2005年（平成17年）3月26日：発車メロディを導入。
- 2013年（平成25年）
  - 3月1日：「ペリエ海浜幕張」6店舗先行オープン[報道 4][報道 5]。
  - 9月13日：駅リニューアル完了[報道 5]。「ペリエ海浜幕張」グランドオープン[報道 5]。
- 2020年（令和2年）
  - 10月31日：みどりの窓口の営業を終了[2][1]。
  - 11月1日：話せる指定席券売機を導入[2][1]。
  - 11月27日：JR東日本の改札内に駅ナカシェアオフィス「STATION BOOTH」が開業[報道 6]。
  - 12月1日：業務委託化[報道 1][新聞 3][1]。
- 2025年（令和7年）3月22日：公園改札の使用を開始[報道 7][報道 8][報道 9][報道 10][新聞 4]。「ペリエ海浜幕張」の新エリアが開業[報道 8]。

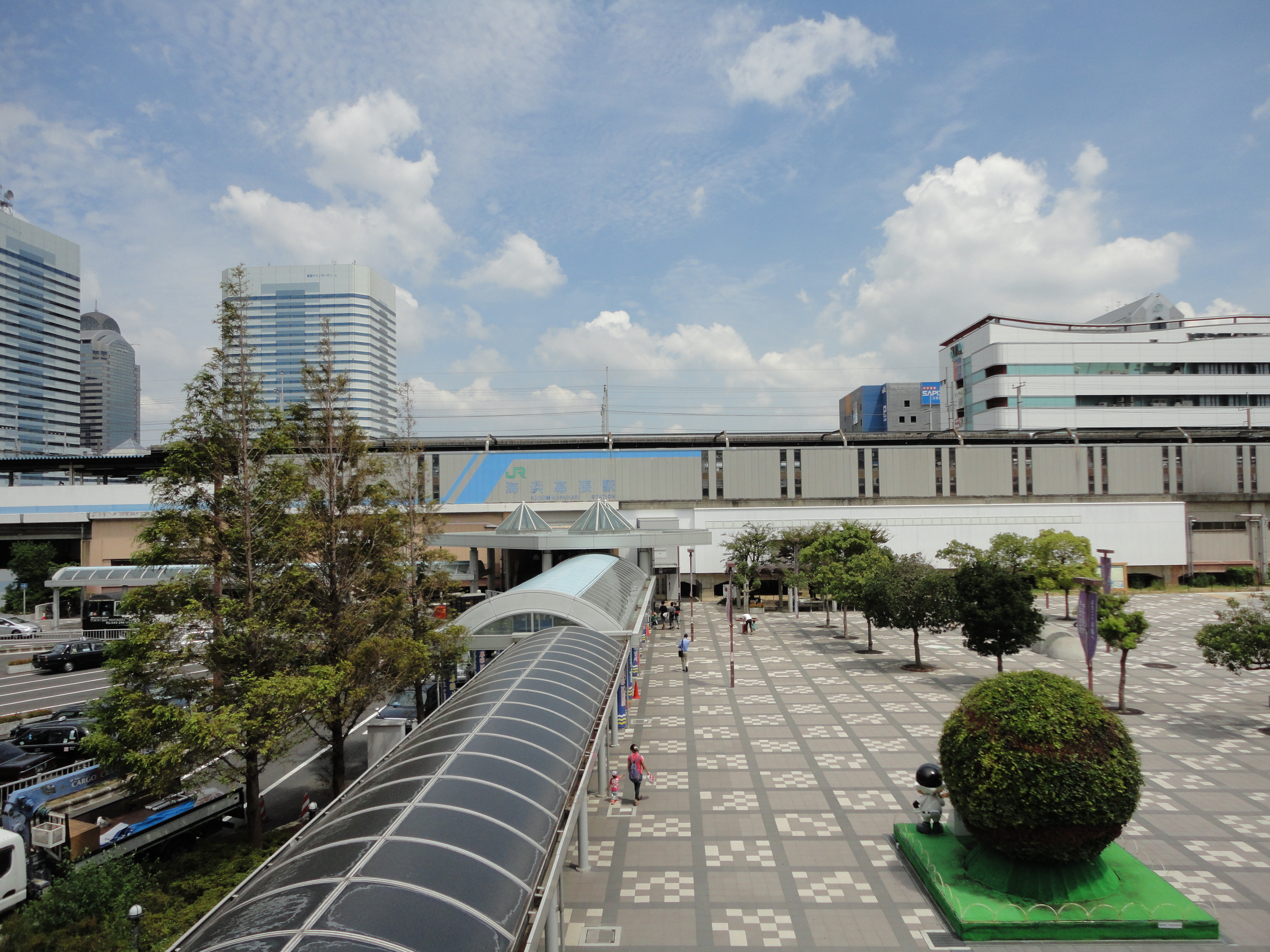
駅リニューアル前の南口（2012年8月）
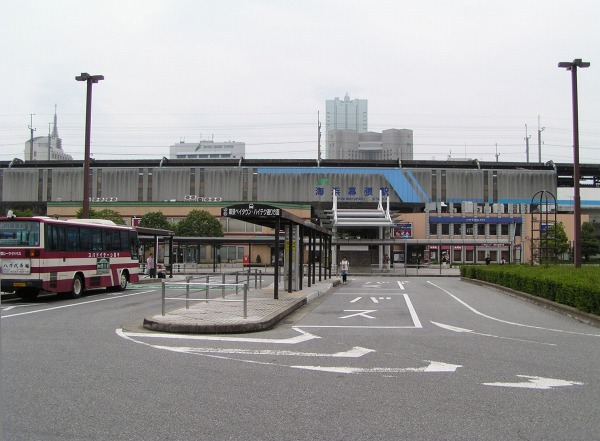
駅リニューアル前の北口（2005年7月）
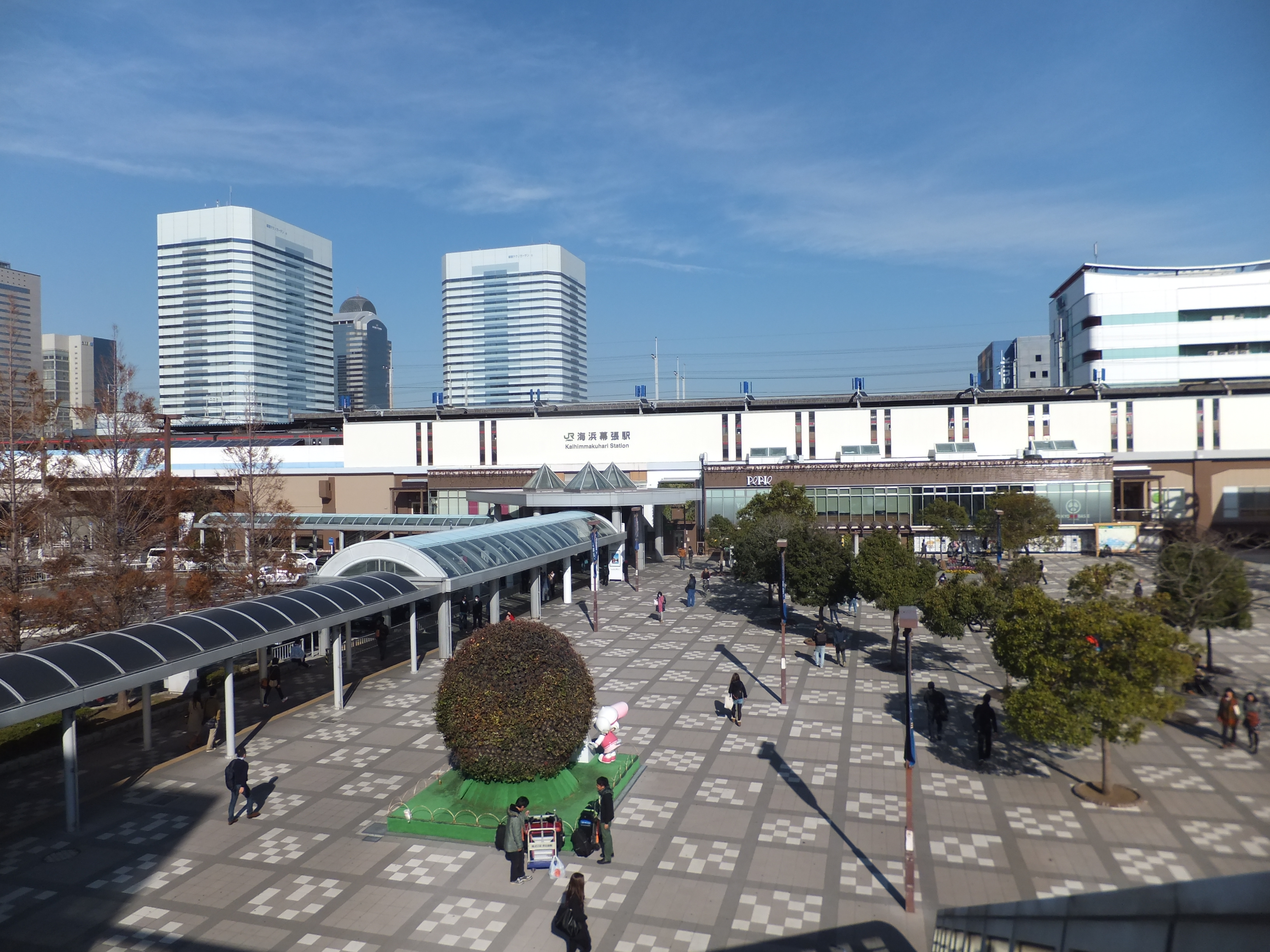
駅前歩道屋根改修前の南口（2013年12月）

## 駅構造

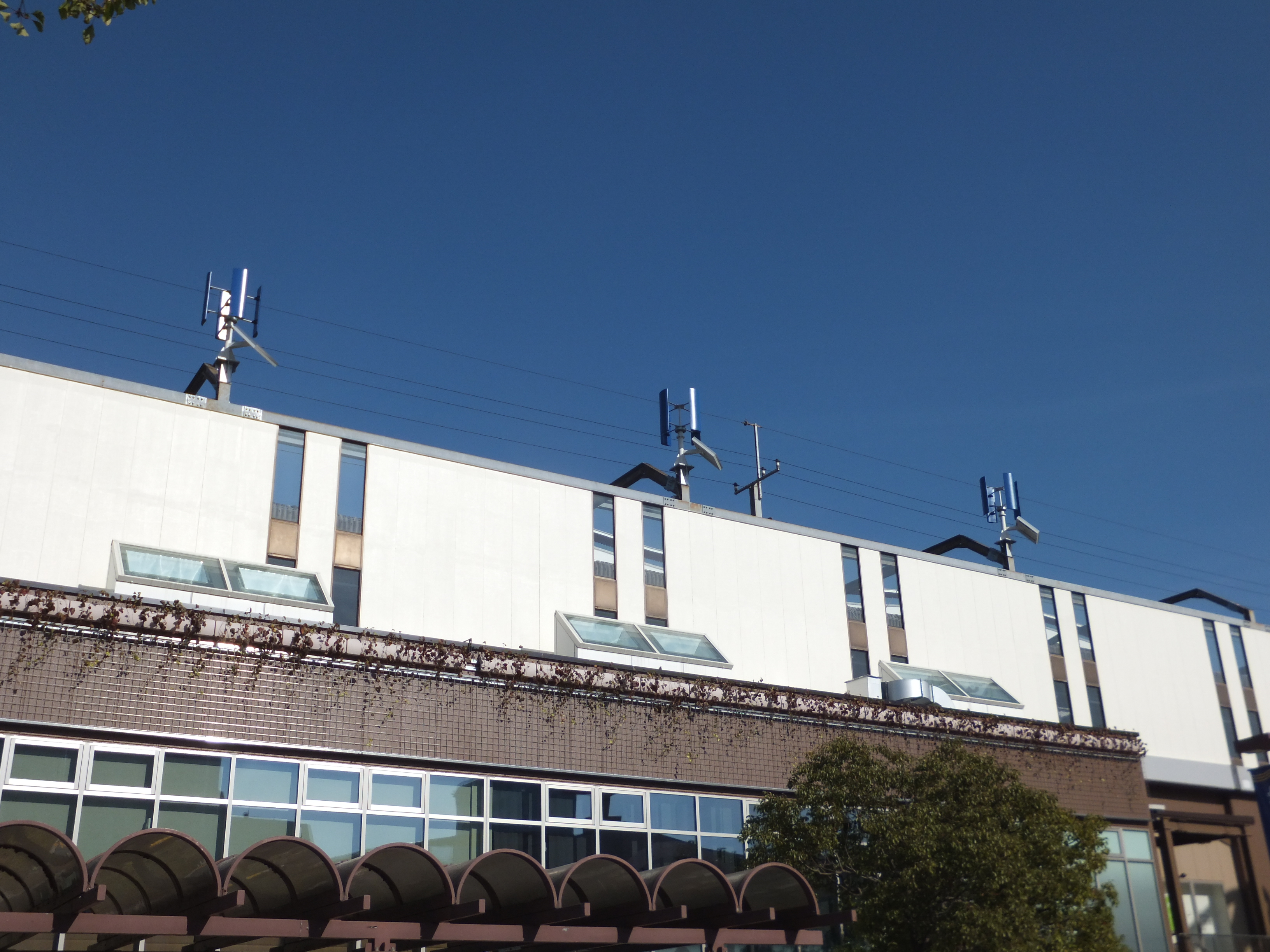
「エコステ」モデル駅として設置された発電用風車（2013年12月）

島式ホーム2面4線を有する高架駅で、高架下に駅舎がある。
千葉ステーションビルが駅業務を受託している新浦安営業統括センター（新浦安駅）管理の業務委託駅。話せる指定席券売機・自動券売機・自動改札機・自動精算機が設置されている。
2013年（平成25年）9月13日にJR東日本で3番目の「エコステ」としてリニューアルし、同時に高架下にペリエ海浜幕張がグランドオープンした。LED照明・高効率空調・節水トイレ・壁面緑化・地熱利用換気システム・太陽光採光システム・Low-E複層ガラス・遮光フィルムなどを採用し、上りホーム南側軌道脇には太陽光発電パネル、南側正面防風壁には風力発電機を設置している。延べ床面積は約4,540平方メートルで、うち店舗が約2,240平方メートルである。
線路の構造上、複雑な方向・案内になっている。開業後しばらくは2・3番線に線路が敷設されていなかったが、1995年12月1日のダイヤ改正直前に敷設された。外側の1・4番線が本線、内側の2・3番線が副本線で、緩急接続や通過待ち・折り返しに使用される。

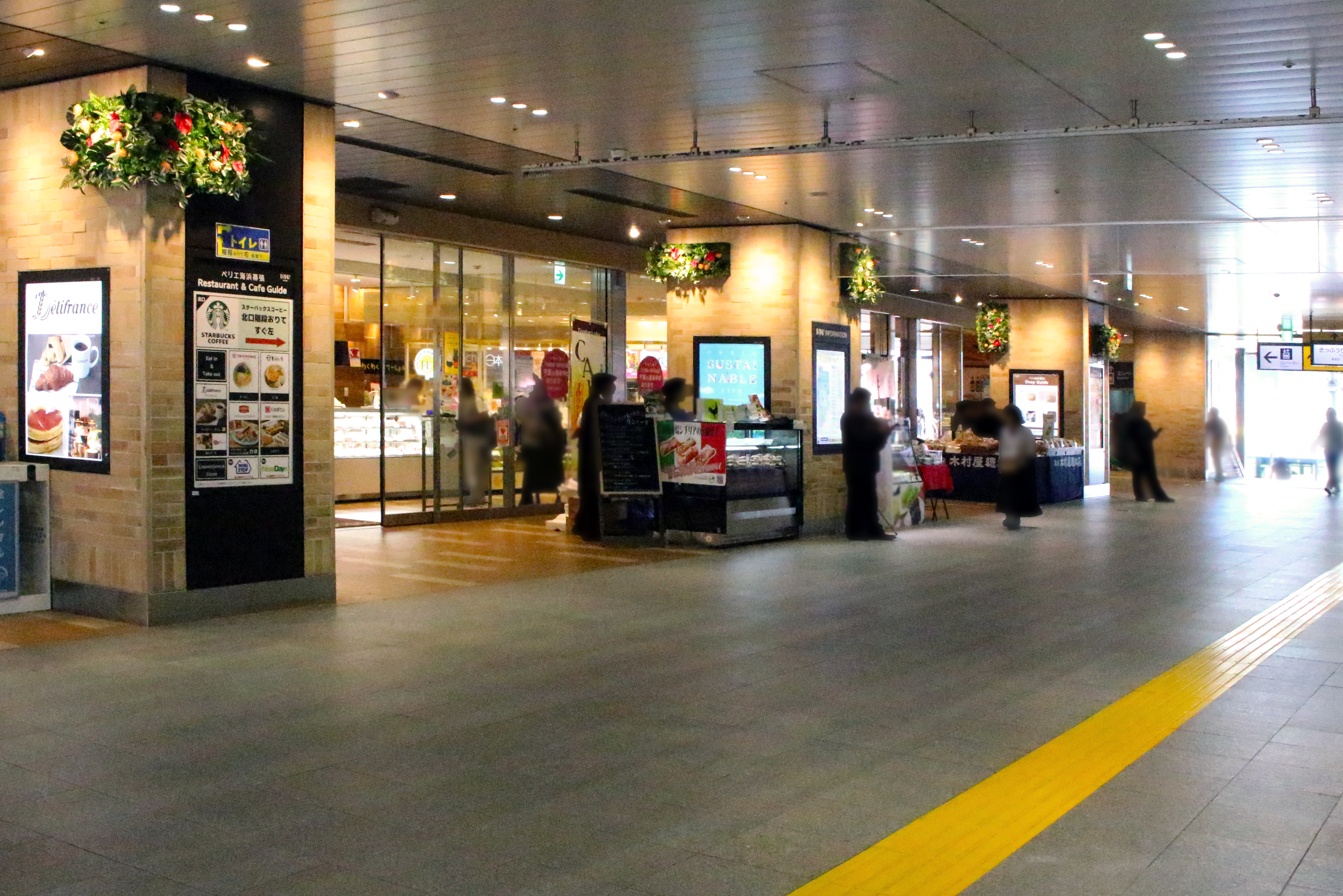
中央改札外コンコース（2024年9月）
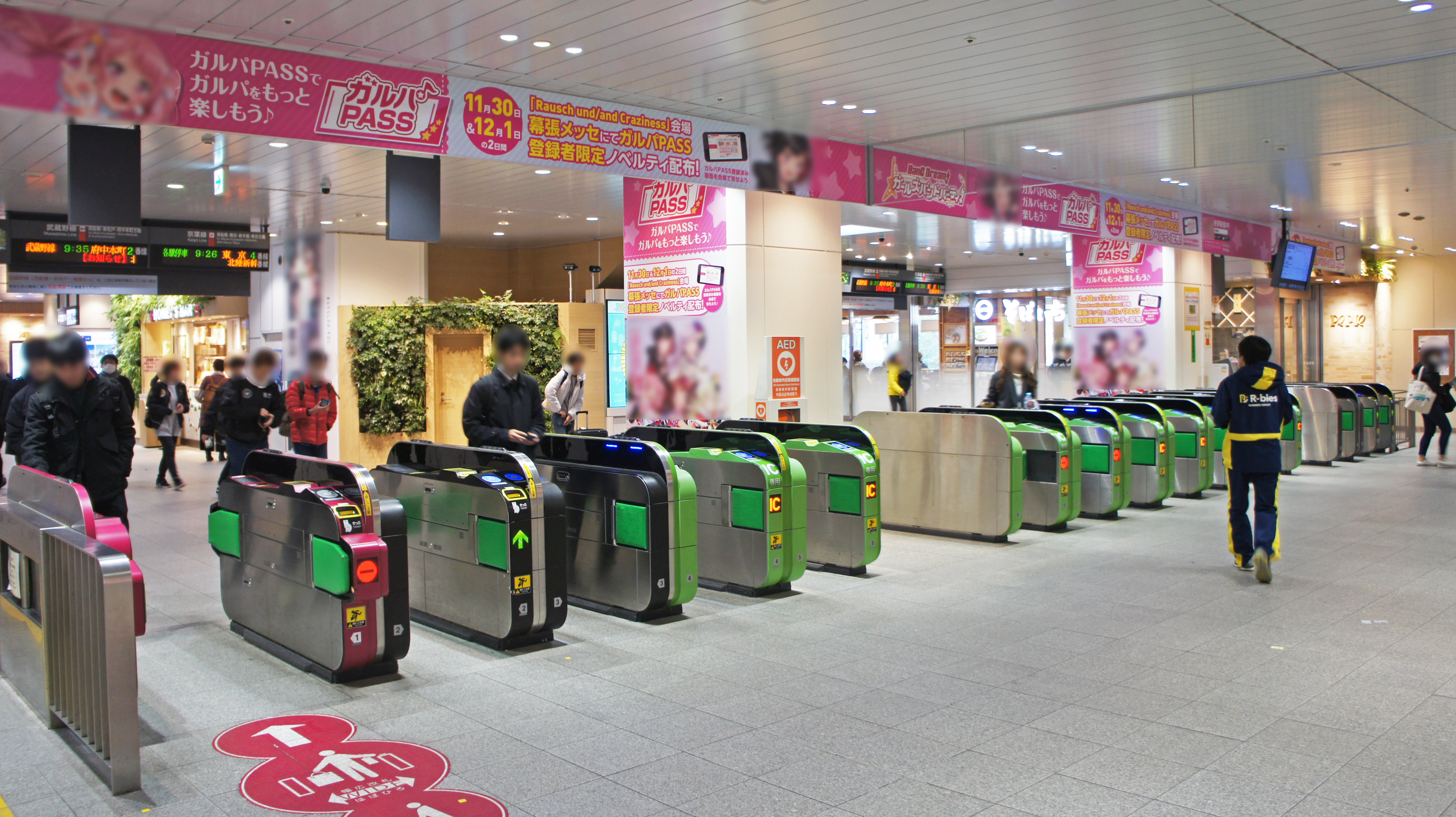
中央改札口（2019年12月）
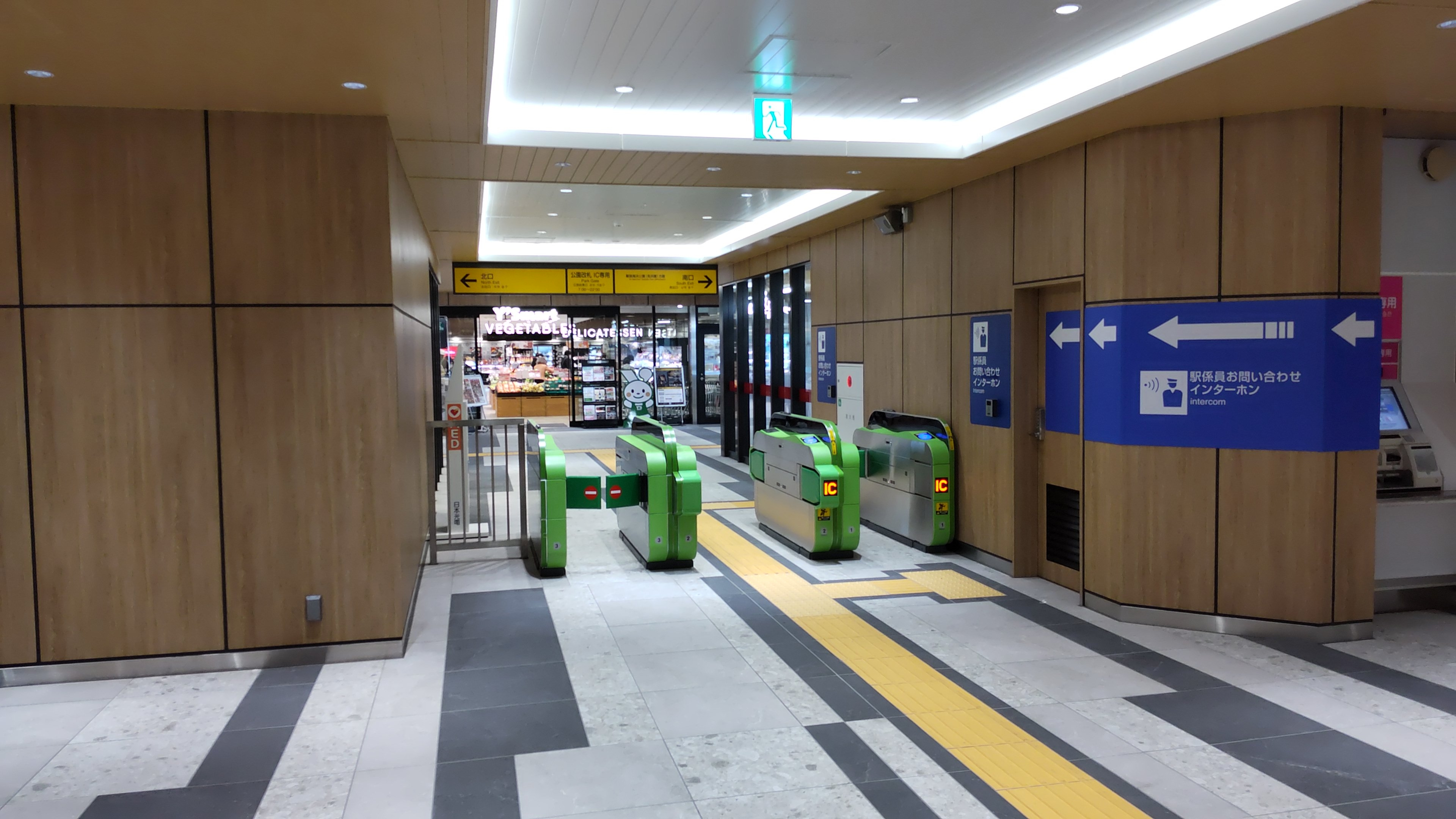
公園改札口（2025年3月）

### のりば
| 番線 | 路線     | 方向 | 行先                           | 備考                   |
| ---- | -------- | ---- | ------------------------------ | ---------------------- |
| 1    | 京葉線   | 下り | 千葉みなと・蘇我方面           |                        |
| 2    | 京葉線   | 下り | 千葉みなと・蘇我方面           | 一部列車のみ           |
| 2    | 京葉線   | 上り | 南船橋・舞浜・新木場・東京方面 | 主に当駅始発などに使用 |
| 2    | 武蔵野線 | 上り | 西船橋・新松戸・府中本町方面   | 朝ラッシュ時間帯に使用 |
| 3    | 武蔵野線 | 上り | 西船橋・新松戸・府中本町方面   | 夕ラッシュ時間帯に使用 |
| 3    | 京葉線   | 上り | 南船橋・舞浜・新木場・東京方面 | 主に当駅始発などに使用 |
| ４   | 京葉線   | 上り | 南船橋・舞浜・新木場・東京方面 |                        |

（出典：JR東日本:駅構内図）
- 1・4番線の西側には地上に向かう線路の路盤が準備されており、4番線の南側にはこの線路に繋がる通過線のスペースも用意されている（1番線は駅の西側で線路が合流する設計になっている）。但し、駅構内の通過線に関しては太陽電池パネルの設置に活用され、線路の敷設は不可能になった。
- 2018年2月6日よりATOS案内が更新され、接近放送の英語放送追加や文面変更（「黄色い線まで」→「黄色い点字ブロックまで」）など、新形式での案内が他駅より先駆けて導入された。

| 運転番線 | 営業番線 | ホーム | 東京・西船橋方面着発 | 蘇我方面着発 | 備考       |
| -------- | -------- | ------ | -------------------- | ------------ | ---------- |
| 1        | 1        | 10両分 | 到着可               | 出発可       | 下り主本線 |
| 2        | 2        | 10両分 | 到着・出発可         | 出発可       | 副本線     |
| 3        | 3        | 10両分 | 到着・出発可         | 到着可       | 副本線     |
| 4        | 4        | 10両分 | 出発可               | 到着可       | 上り主本線 |

- 主本線を発着する場合は通過が可能。
- 上りの機関車牽引の列車については駅の直後が上り勾配のため主本線で待避する場合有。

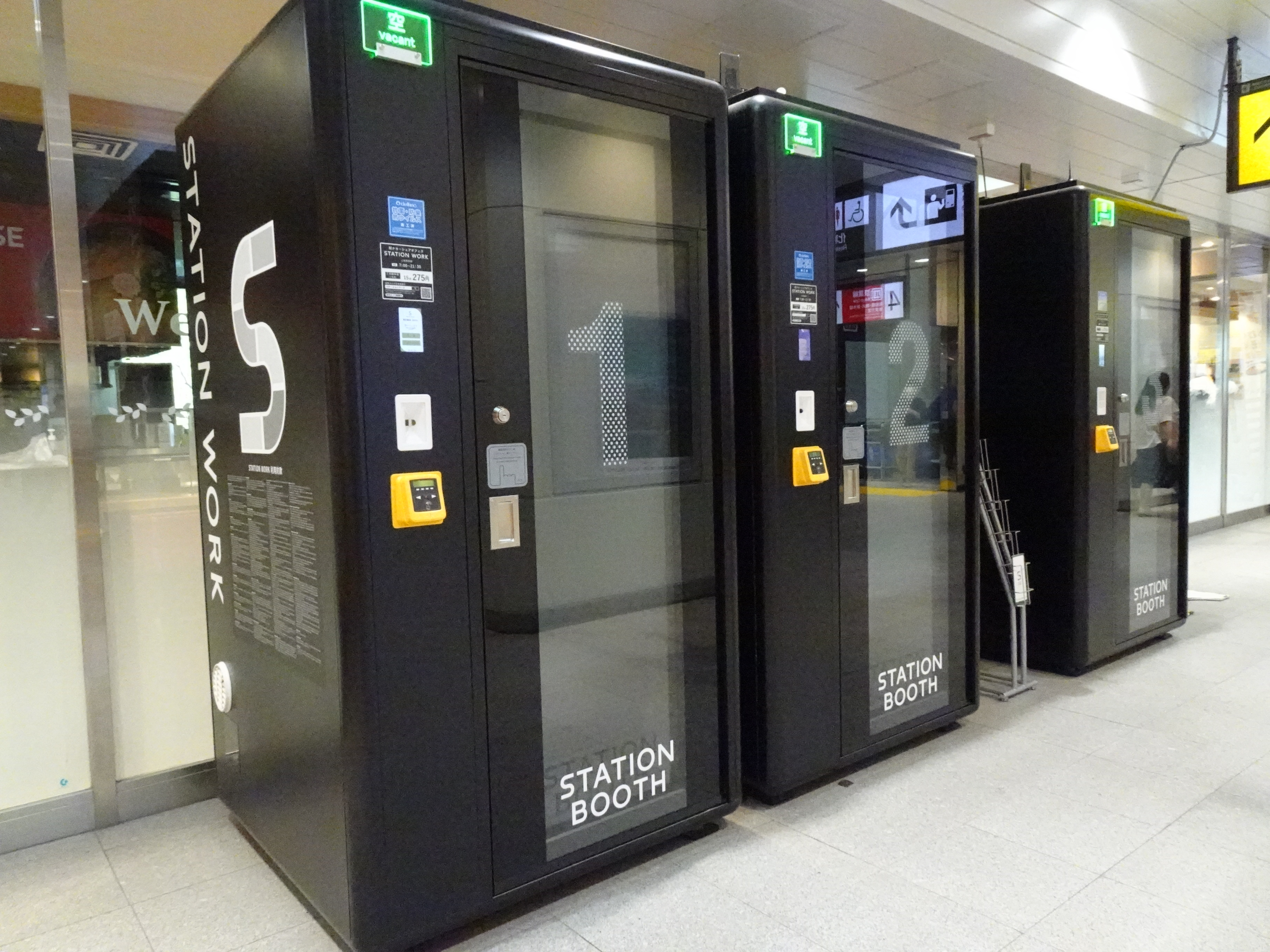
駅構内のシェアオフィスサービス「STATION BOOTH」（2021年10月）
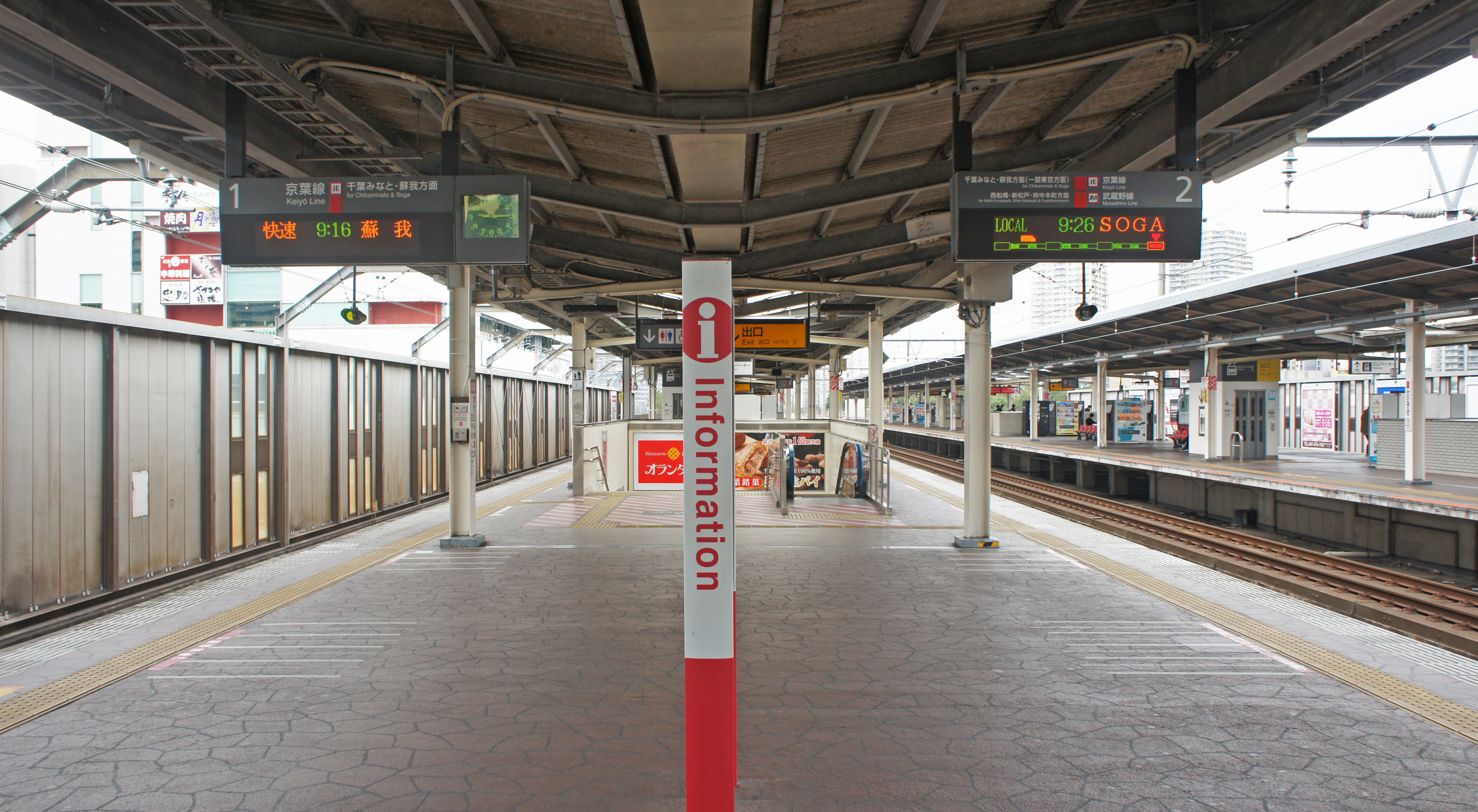
1・2番線ホーム（2019年12月）
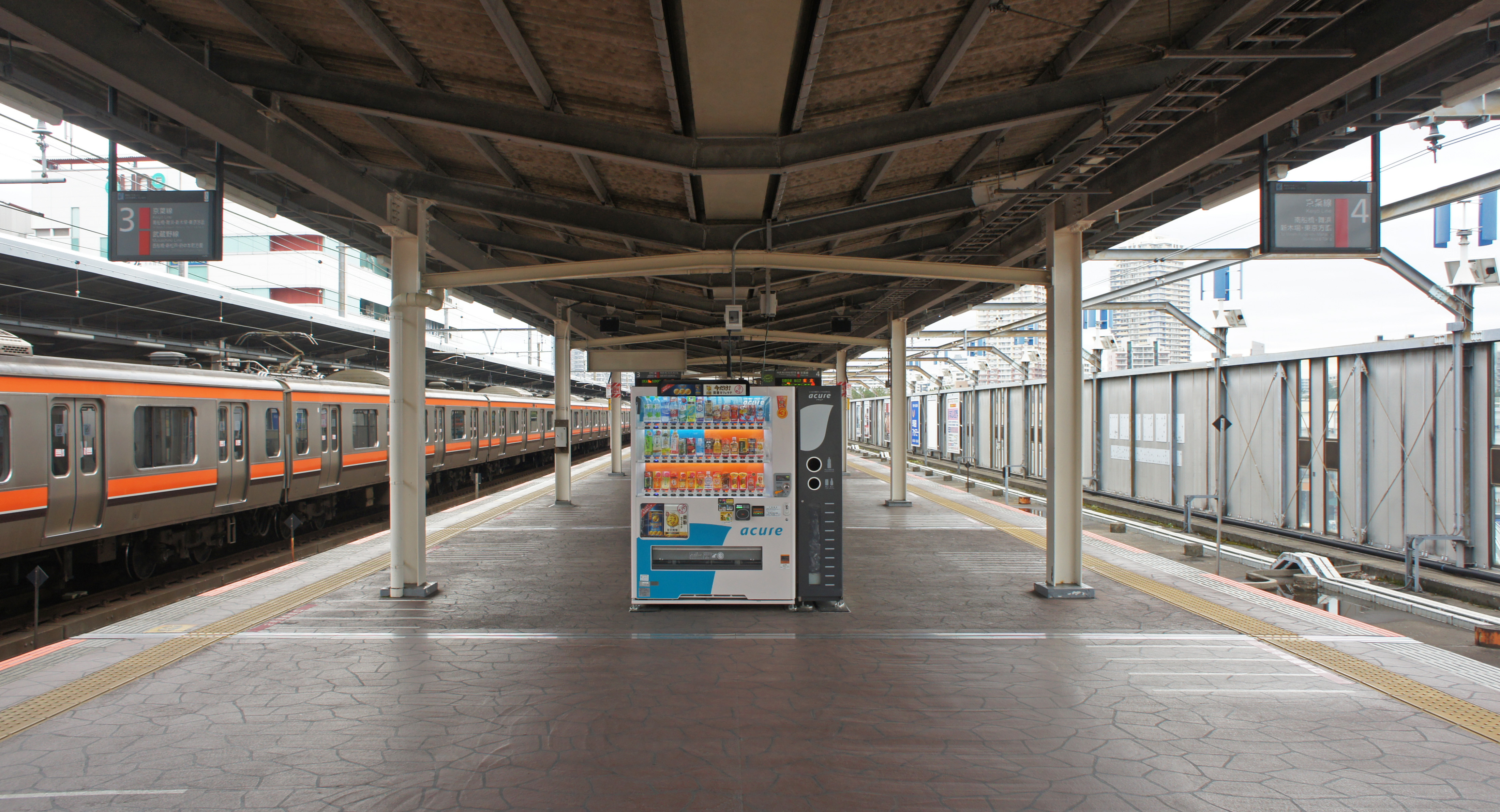
3・4番線ホーム（2019年12月）
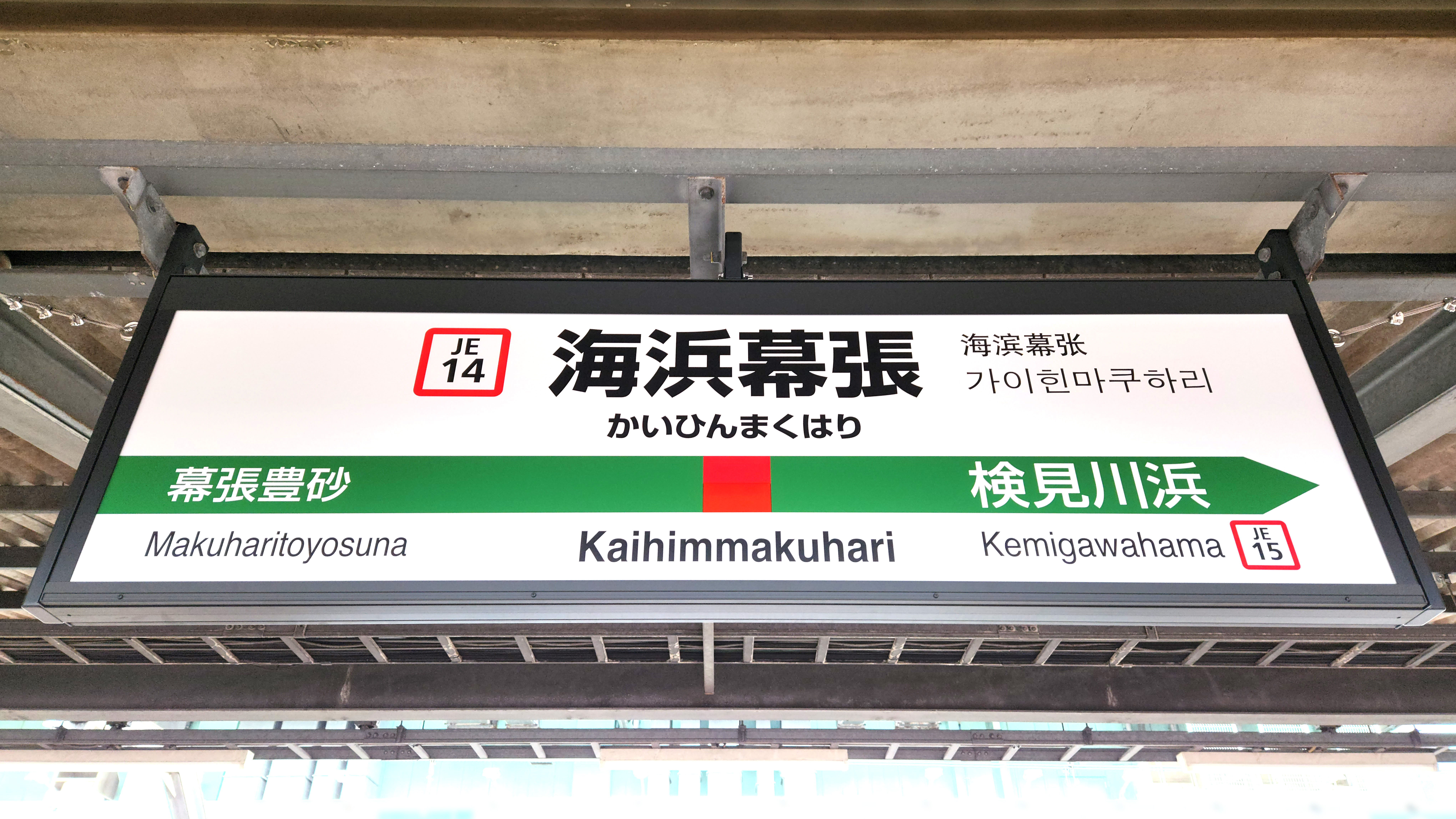
1・2番線駅名標（2023年3月）
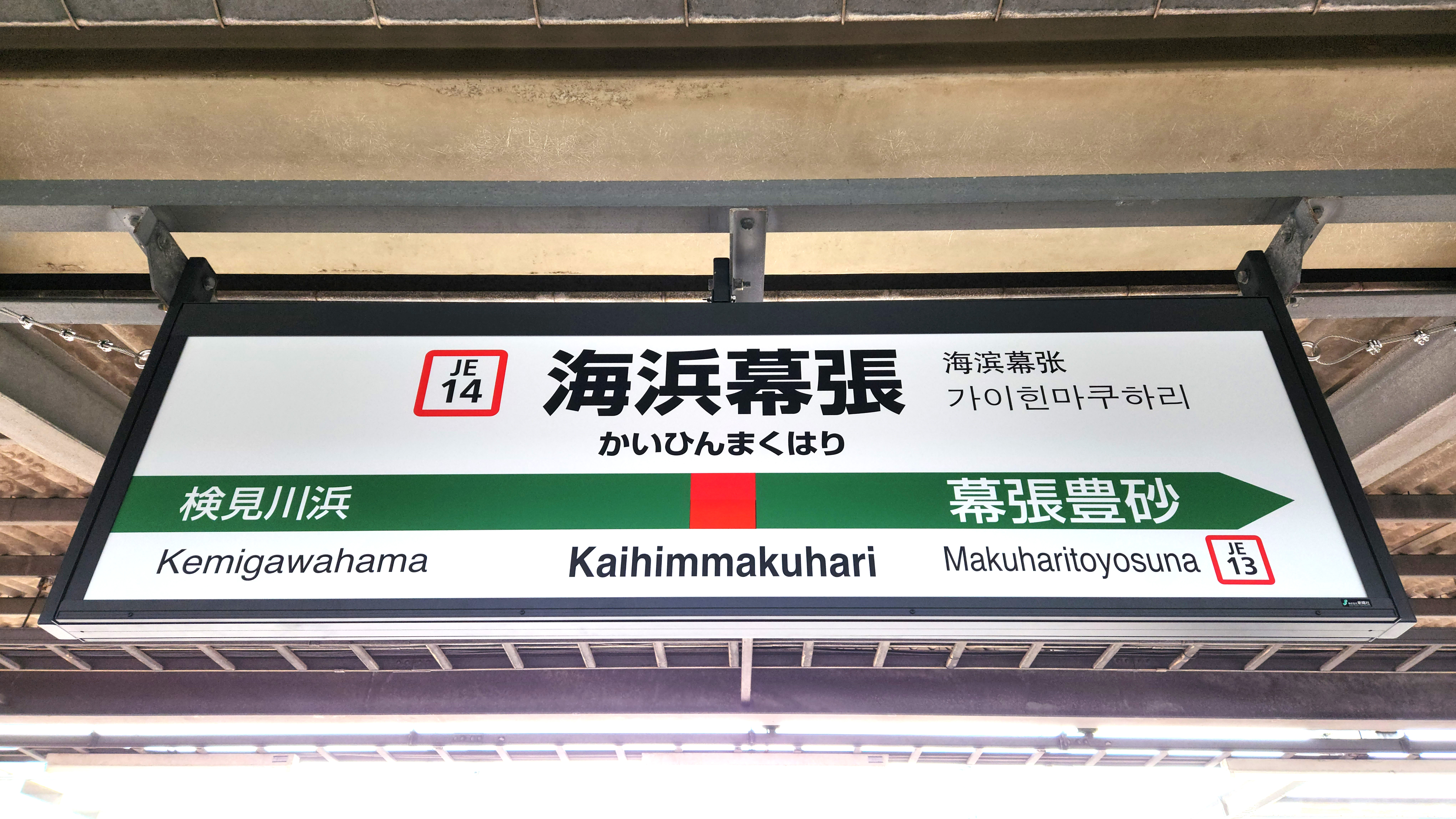
3・4番線駅名標（2023年3月）

### ペリエ海浜幕張
千葉ステーションビルにより、改札内に5店舗と改札外に22店舗の商業施設「ペリエ海浜幕張」が営業されている。詳細は公式サイト「ペリエ海浜幕張」を参照。また駅南口を出て蘇我寄りに第2幕張海浜保育園という保育施設がある。また南口高架下にはコインロッカーがある。2012年8月31日までは飲食店モール「Dila海浜幕張」が営業していた。

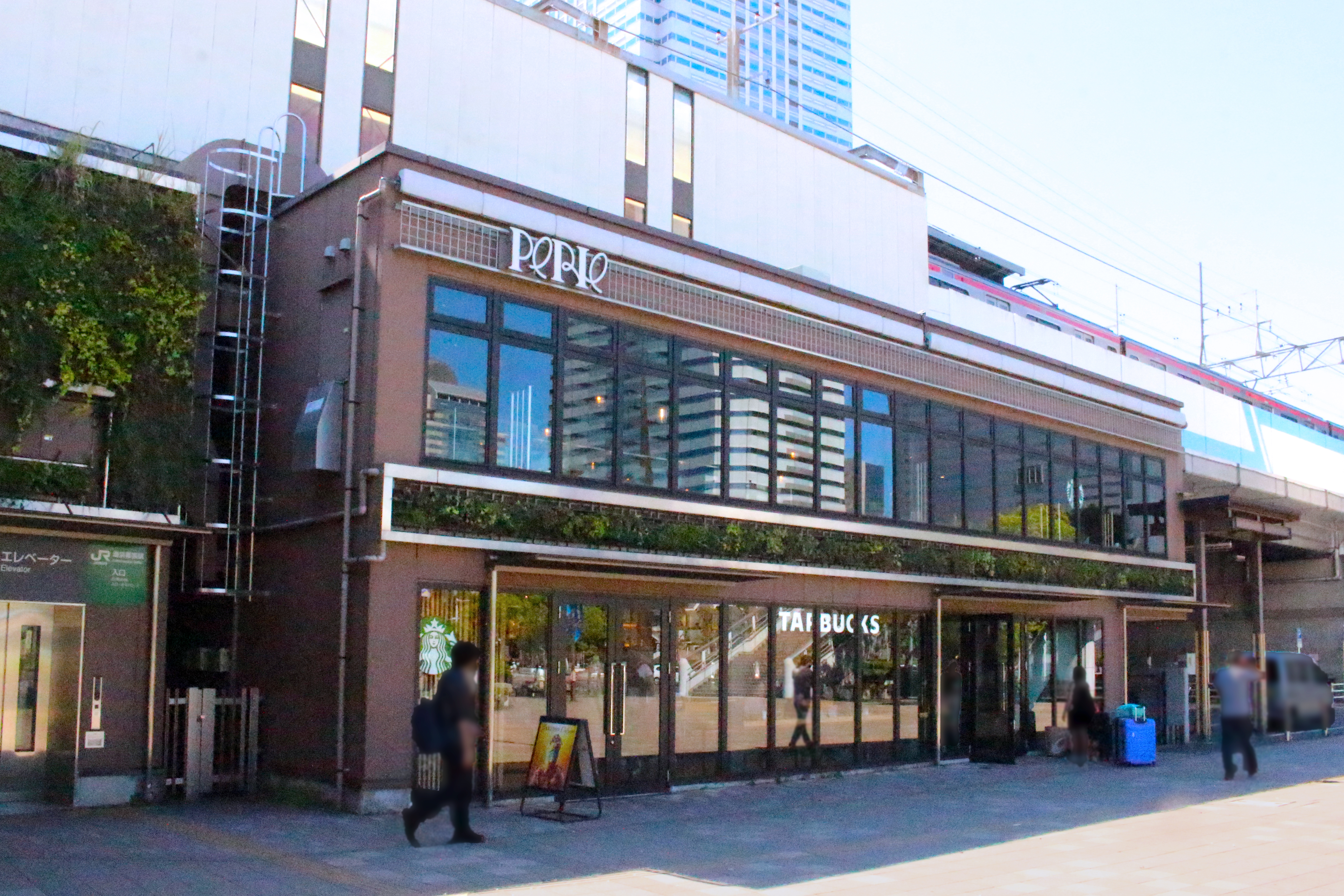
北口側のペリエ海浜幕張（2024年9月）

## 利用状況

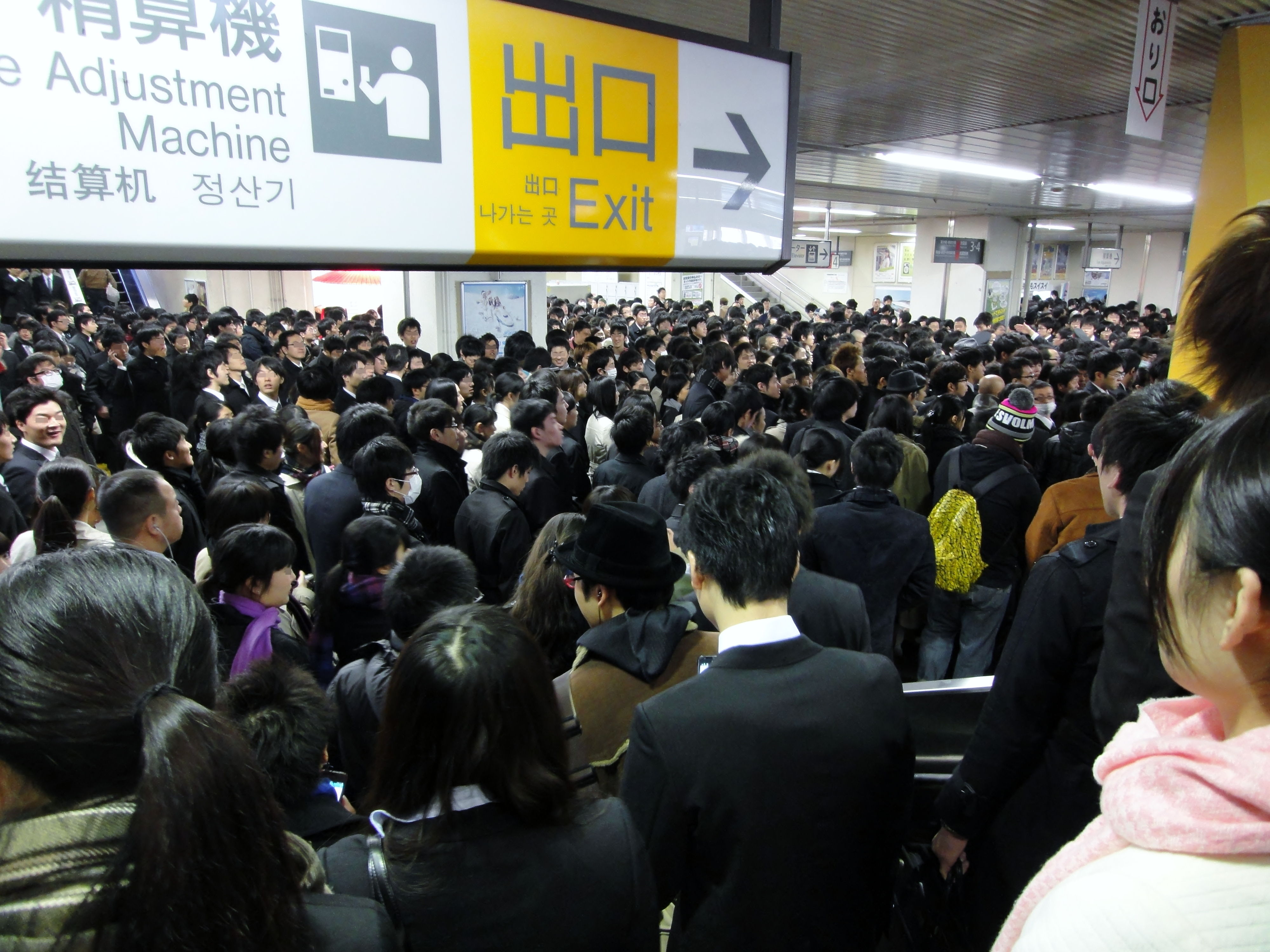
通勤・通学・イベント開催等で混雑する駅構内（2011年12月）

2023年（令和5年）度の1日平均乗車人員は55,196人である。
京葉線内の中間駅では、新木場駅に次いで第3位、千葉市内では千葉駅に次いで第2位である（JR東日本全体では長津田駅に次いで第74位）。また、単独路線の駅、他社線への乗り換えがない駅としては県内1位である（舞浜駅とリゾートゲートウェイ・ステーション駅を同駅とみなすと2位）。利用者は年々増加しており、2007年度には5万人を超え、2011年度には新浦安駅を上回った。

### 年度別1日平均乗車人員（1985年 - 2000年）
開業以降の1日平均乗車人員の推移は下表の通りである。
| 年度               | 1日平均乗車人員 | 1日平均乗車人員 | 1日平均乗車人員 | 出典              |
| 年度               | 定期外          | 定期            | 合計            | 出典              |
| ------------------ | --------------- | --------------- | --------------- | ----------------- |
| 1985年（昭和60年） | 398             | 156             | 554             | [ 千葉県統計 1 ]  |
| 1986年（昭和61年） | 368             | 379             | 747             | [ 千葉県統計 2 ]  |
| 1987年（昭和62年） | 415             | 499             | 914             | [ 千葉県統計 3 ]  |
| 1988年（昭和63年） | 691             | 1,152           | 1,843           | [ 千葉県統計 4 ]  |
| 1989年（平成元年） | 4,766           | 2,384           | 7,150           | [ 千葉県統計 5 ]  |
| 1990年（平成02年） | 9,641           | 5,759           | 15,400          | [ 千葉県統計 6 ]  |
| 1991年（平成03年） | 10,927          | 8,518           | 19,445          | [ 千葉県統計 7 ]  |
| 1992年（平成04年） | 10,378          | 12,646          | 23,024          | [ 千葉県統計 8 ]  |
| 1993年（平成05年） | 13,601          | 16,163          | 29,764          | [ 千葉県統計 9 ]  |
| 1994年（平成06年） | 13,765          | 18,205          | 31,970          | [ 千葉県統計 10 ] |
| 1995年（平成07年） | 15,222          | 18,331          | 33,553          | [ 千葉県統計 11 ] |
| 1996年（平成08年） | 13,886          | 18,486          | 32,362          | [ 千葉県統計 12 ] |
| 1997年（平成09年） | 15,422          | 18,880          | 34,302          | [ 千葉県統計 13 ] |
| 1998年（平成10年） | 14,189          | 19,030          | 33,219          | [ 千葉県統計 14 ] |
| 1999年（平成11年） | 16,049          | 19,717          | 35,766          | [ 千葉県統計 15 ] |
| 2000年（平成12年） | 17,141          | 20,915          | 38,056          | [ 千葉県統計 16 ] |

### 年度別1日平均乗車人員（2001年以降）
| 年度               | 1日平均乗車人員 | 1日平均乗車人員 | 1日平均乗車人員 | 出典              |
| 年度               | 定期外          | 定期            | 合計            | 出典              |
| ------------------ | --------------- | --------------- | --------------- | ----------------- |
| 2001年（平成13年） | 18,370          | 23,360          | 41,730          | [ 千葉県統計 17 ] |
| 2002年（平成14年） | 18,902          | 24,152          | 43,054          | [ 千葉県統計 18 ] |
| 2003年（平成15年） | 18,804          | 24,858          | 43,662          | [ 千葉県統計 19 ] |
| 2004年（平成16年） | 18,169          | 26,234          | 44,403          | [ 千葉県統計 20 ] |
| 2005年（平成17年） | 20,574          | 28,239          | 48,813          | [ 千葉県統計 21 ] |
| 2006年（平成18年） | 19,702          | 29,859          | 49,561          | [ 千葉県統計 22 ] |
| 2007年（平成19年） | 22,213          | 31,153          | 53,366          | [ 千葉県統計 23 ] |
| 2008年（平成20年） | 21,103          | 31,692          | 52,795          | [ 千葉県統計 24 ] |
| 2009年（平成21年） | 20,875          | 32,147          | 53,022          | [ 千葉県統計 25 ] |
| 2010年（平成22年） | 19,628          | 32,769          | 52,397          | [ 千葉県統計 26 ] |
| 2011年（平成23年） | 20,825          | 32,897          | 53,722          | [ 千葉県統計 27 ] |
| 2012年（平成24年） | 21,756          | 33,924          | 55,681          | [ 千葉県統計 28 ] |
| 2013年（平成25年） | 24,132          | 35,383          | 59,515          | [ 千葉県統計 29 ] |
| 2014年（平成26年） | 25,327          | 35,785          | 61,112          | [ 千葉県統計 30 ] |
| 2015年（平成27年） | 27,100          | 36,125          | 63,225          | [ 千葉県統計 31 ] |
| 2016年（平成28年） | 28,348          | 37,029          | 65,377          | [ 千葉県統計 32 ] |
| 2017年（平成29年） | 30,115          | 37,457          | 67,572          | [ 千葉県統計 33 ] |
| 2018年（平成30年） | 30,851          | 37,527          | 68,378          | [ 千葉県統計 34 ] |
| 2019年（令和元年） | 29,956          | 38,154          | 68,111          | [ 千葉県統計 35 ] |
| 2020年（令和02年） | 11,946          | 28,127          | 40,073          |                   |
| 2021年（令和03年） | 16,357          | 27,538          | 43,896          |                   |
| 2022年（令和04年） | 23,405          | 28,652          | 52,058          |                   |
| 2023年（令和05年） | 25,794          | 29,402          | 55,196          |                   |

備考
1. ↑  1989年10月9日、幕張メッセが開館。

## 駅周辺

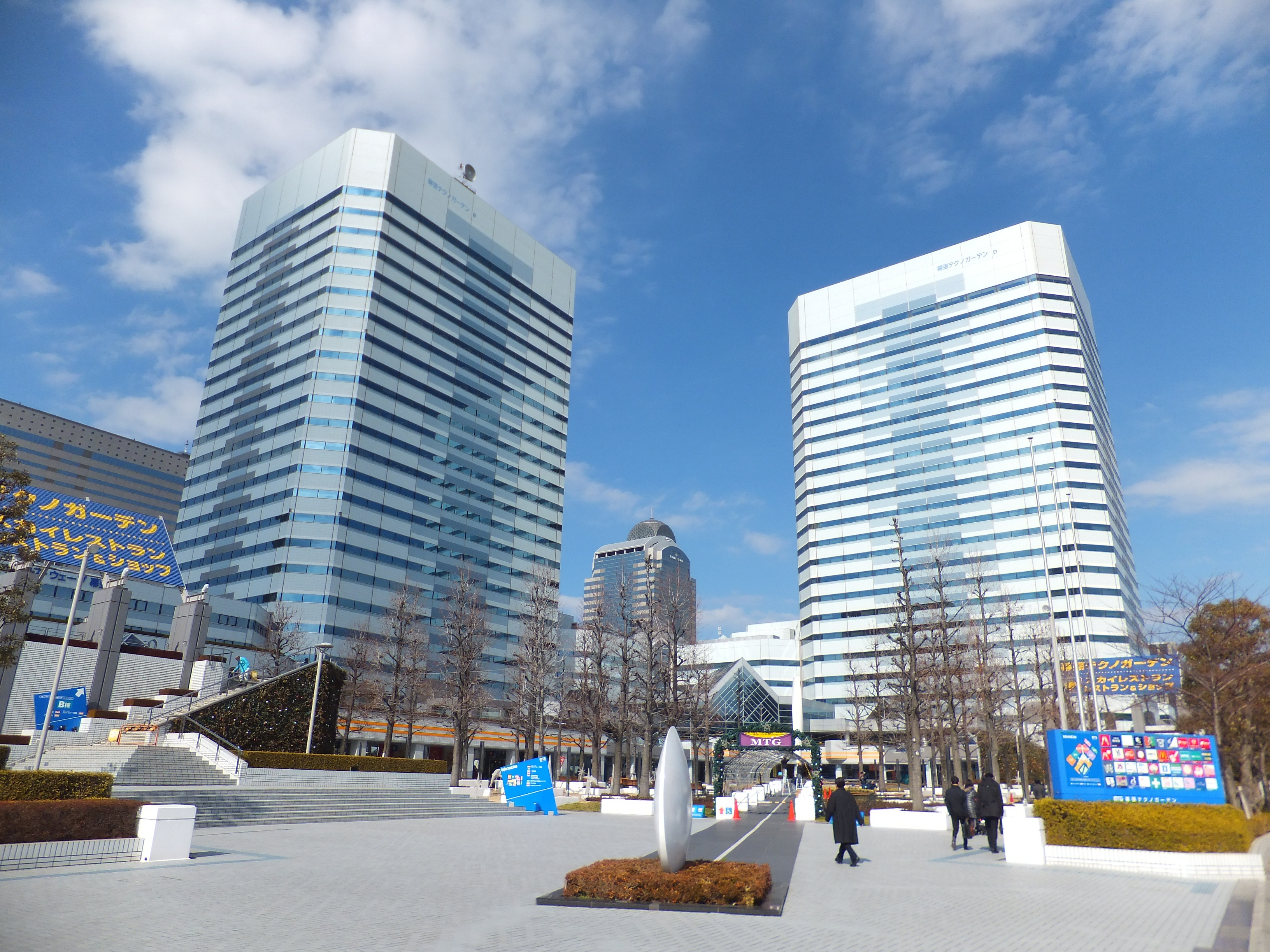
幕張テクノガーデン

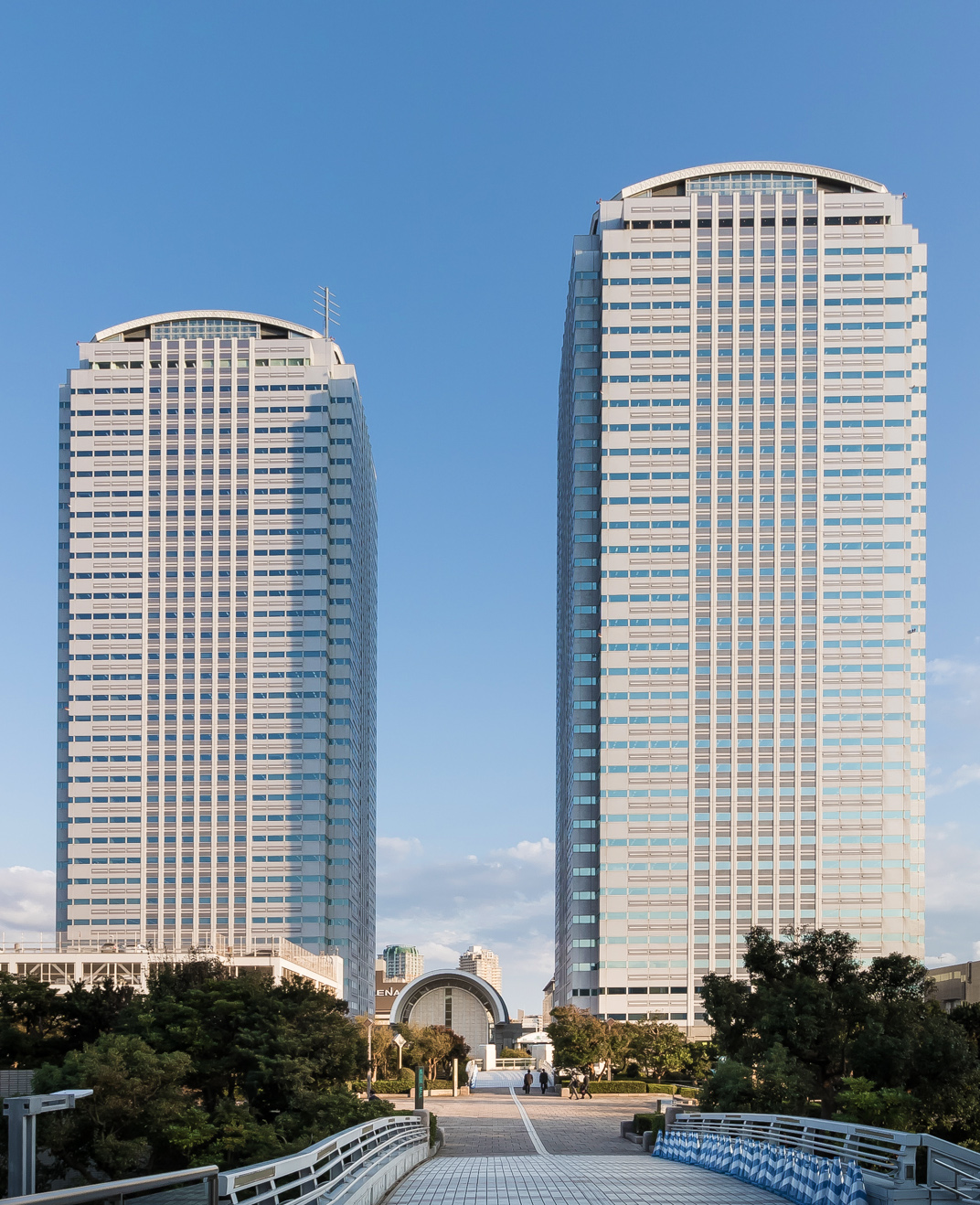
ワールドビジネスガーデン

当駅は幕張新都心の玄関口であり、北西側と南西側にはイオン本社ビル（イオンタワー）をはじめとしたオフィスビルや商業施設・宿泊施設などが立地する。駅周辺は路上喫煙禁止区域となっている。

### 北口側
- 日本貿易振興機構 (JETRO) アジア経済研究所
- 独立行政法人高齢・障害・求職者雇用支援機構
- 独立行政法人高齢・障害・求職者雇用支援機構 千葉職業能力開発促進センター高度訓練センター（高度ポリテクセンター）
- 千葉県総合教育センター
- 千葉運転免許センター
- 千葉市幕張勤労市民プラザ
- 千葉西警察署幕張メッセ交番
- 全国共済農業協同組合連合会幕張総合研修センター
- 神田外語大学
- 放送大学（放送大学学園）
  - 放送大学 ICT活用・遠隔教育センター（旧：独立行政法人 メディア教育開発センター（NIME））
- 千葉県立保健医療大学 幕張キャンパス
- 東都大学 幕張キャンパス
- 千葉県立幕張総合高等学校
- 昭和学院秀英中学校・高等学校
- 渋谷教育学園幕張中学校・高等学校
- 幕張テクノガーデン
- エム・ベイポイント幕張
- 住友ケミカルエンジニアリングセンタービル

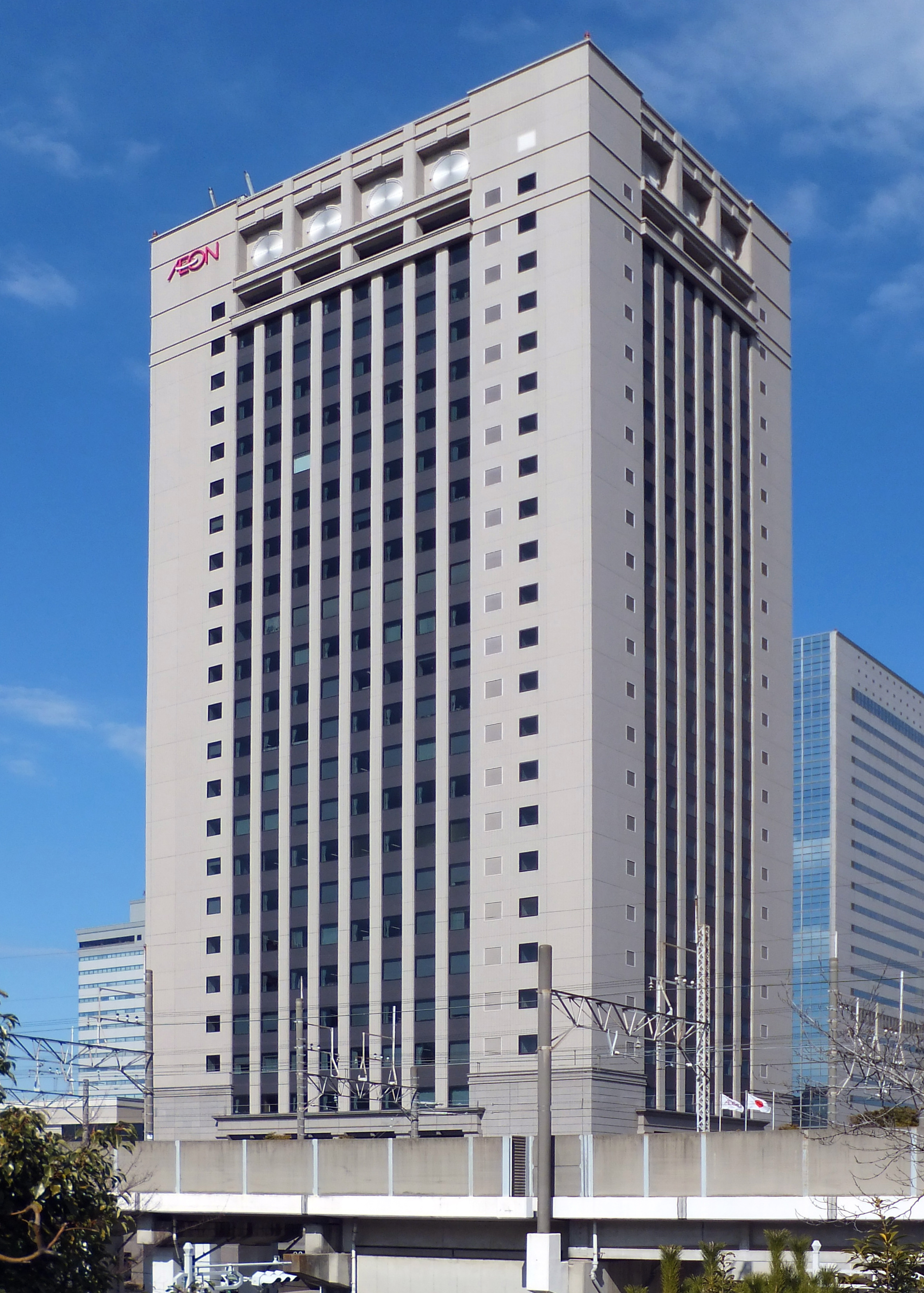
セイコーインスツル 本社ビル
- シャープ 幕張ビル
- スターツコーポレーション 幕張ビル
- キヤノンマーケティングジャパン 幕張事業所
- 富士通 幕張システムラボラトリ
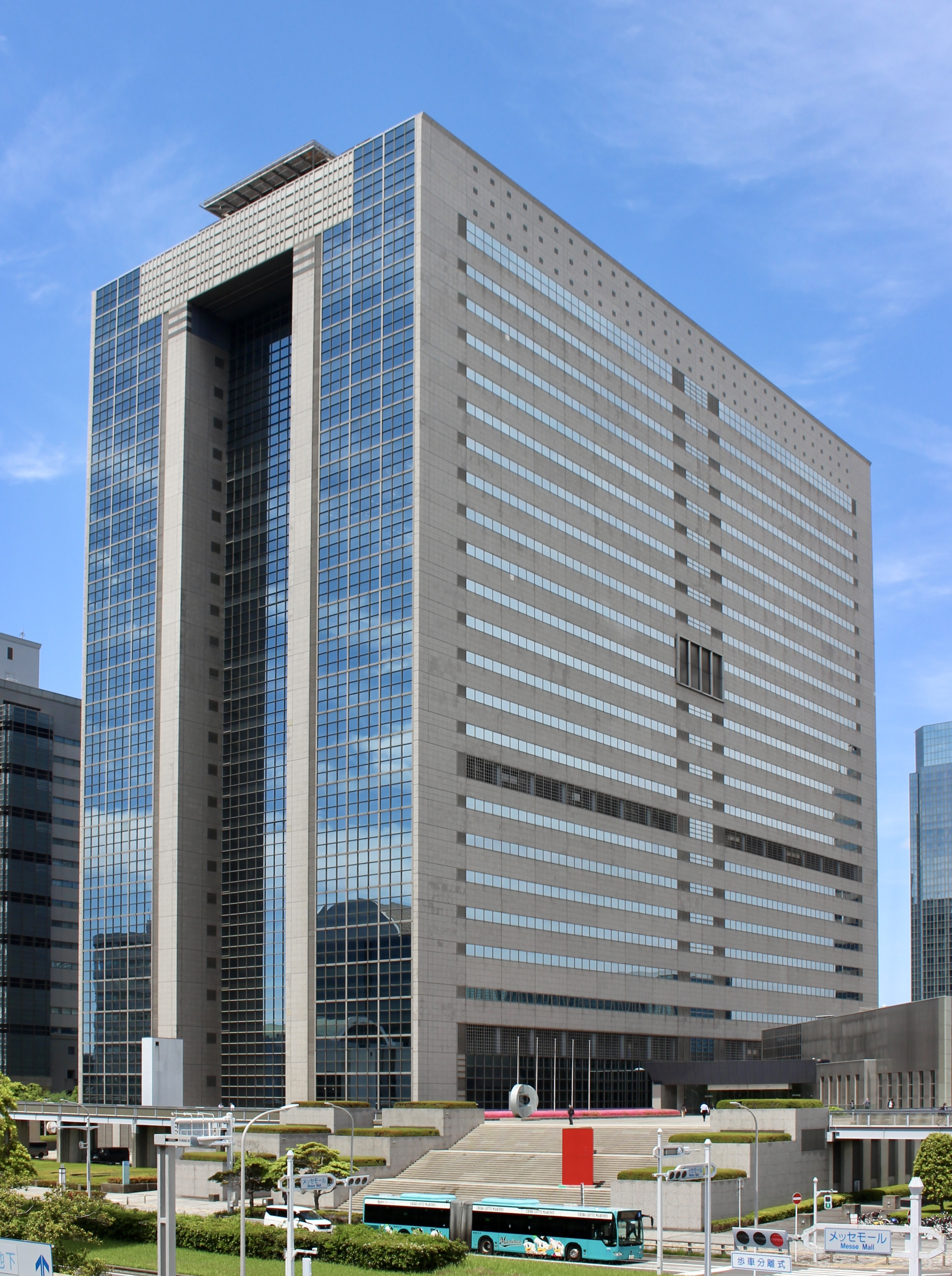
日本アイ・ビー・エム 幕張テクニカルセンター
- ちばぎん幕張ビル
- リアライズ 幕張ビル
- 新日本建設 本社ビル
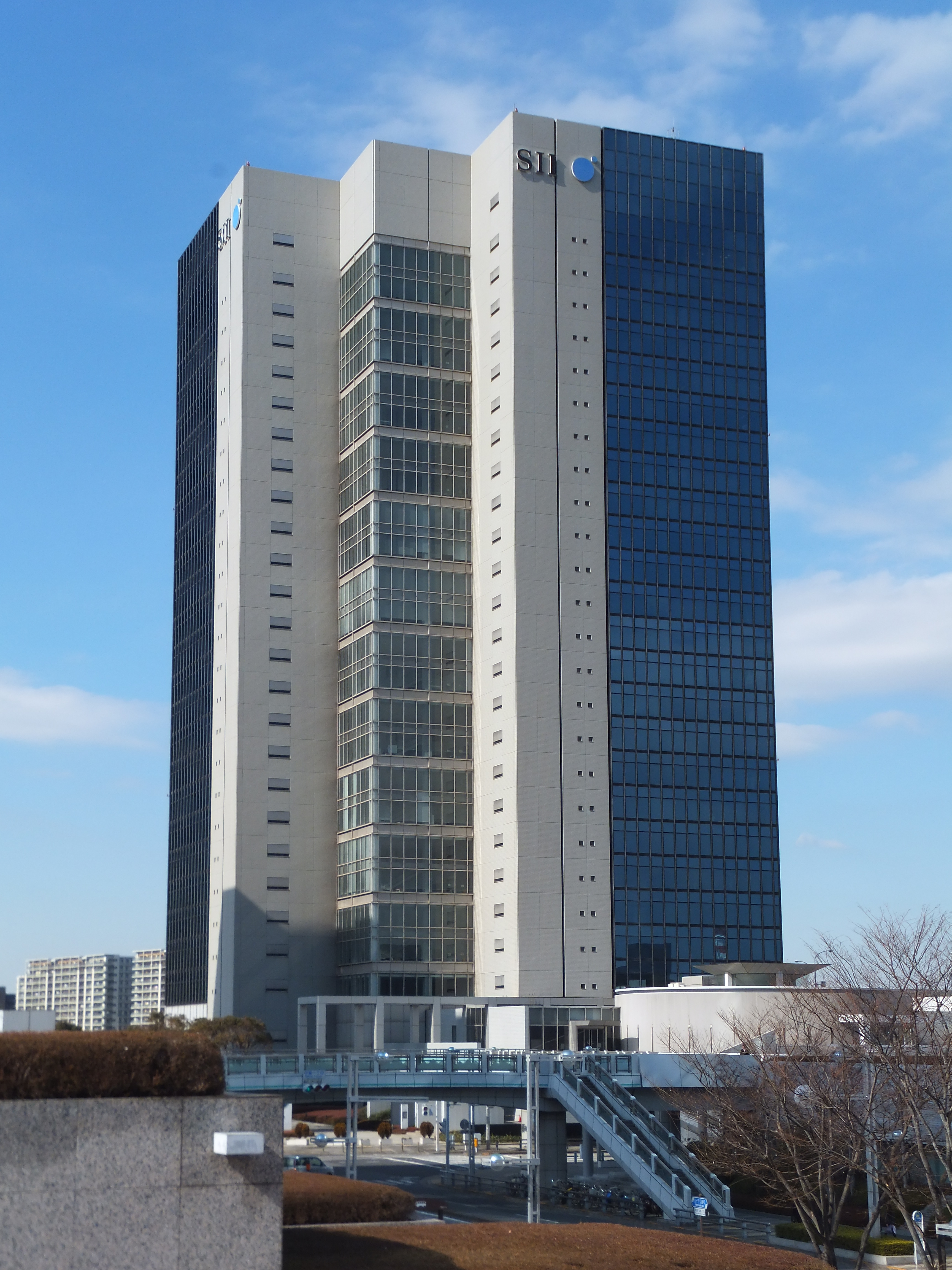
イオンタワー（イオン本社ビル）
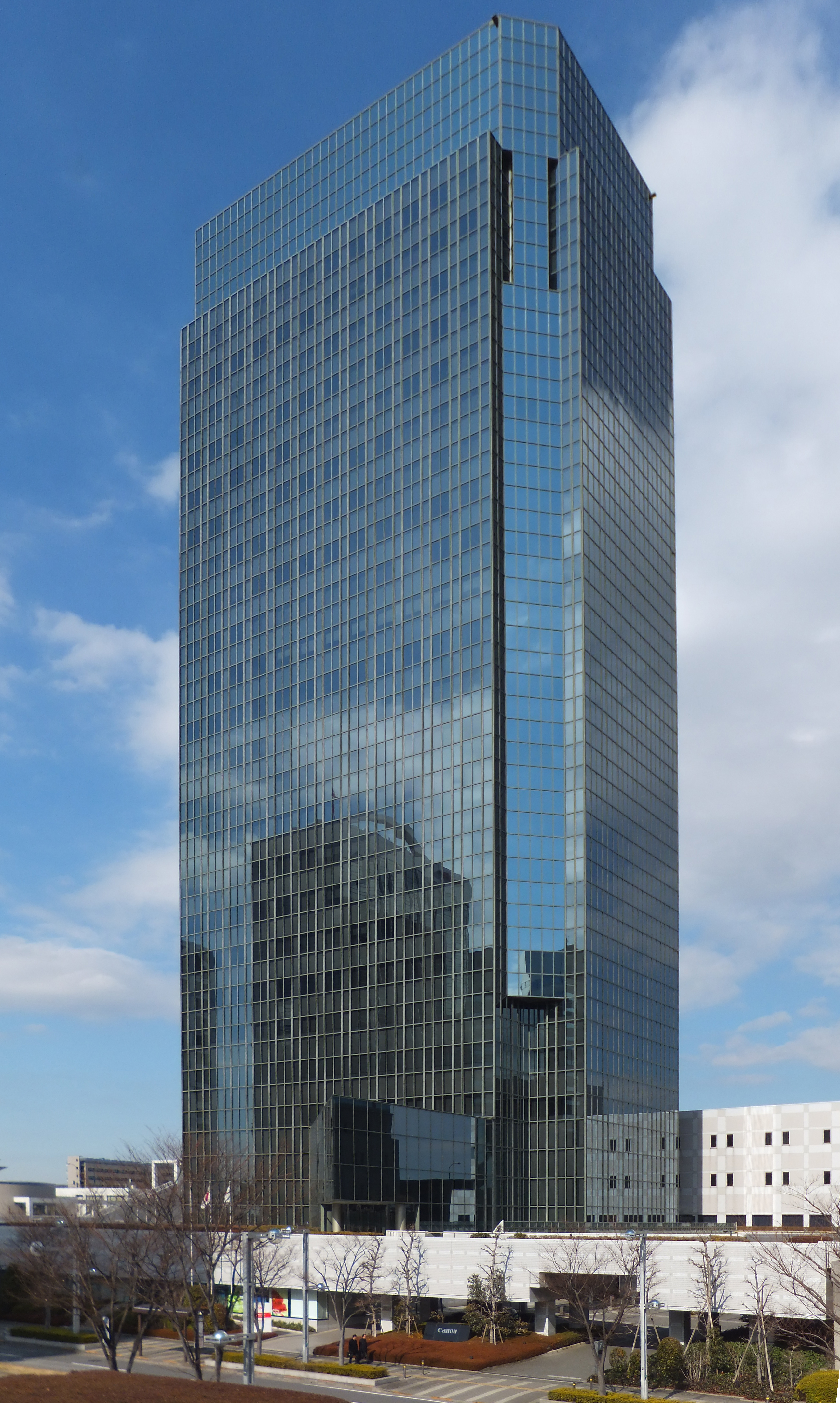
キヤノンマーケティングジャパン幕張事業所ビル
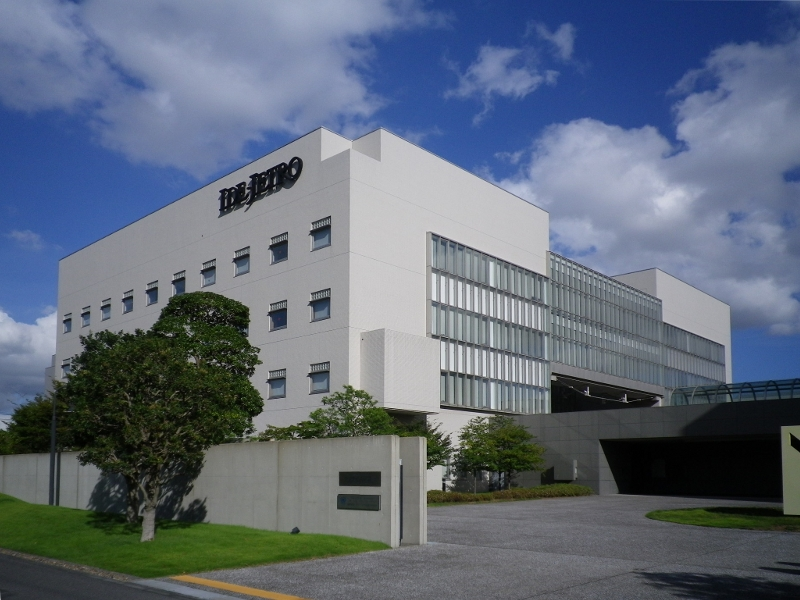
日本貿易振興機構アジア経済研究所
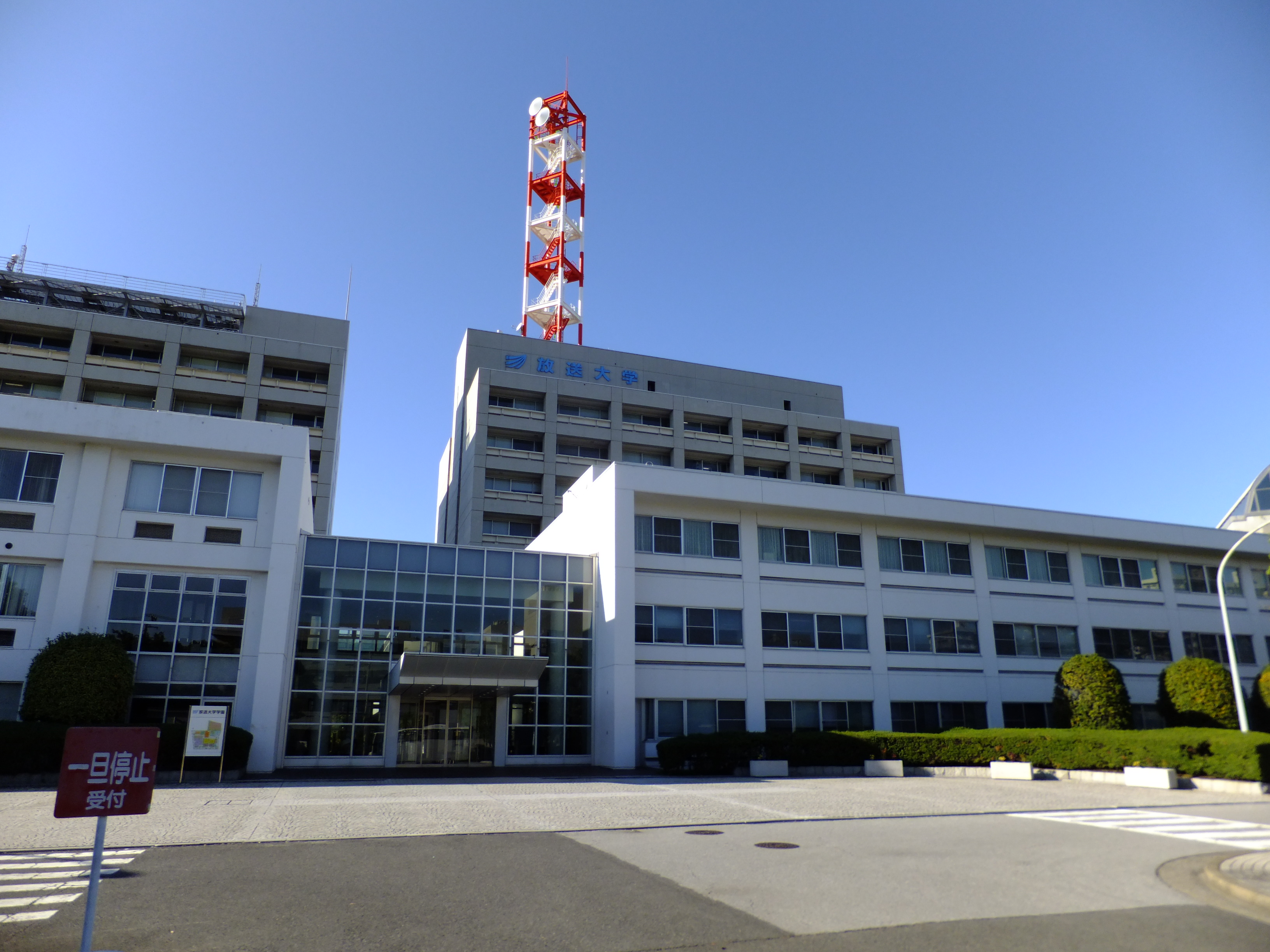
放送大学（放送大学学園）
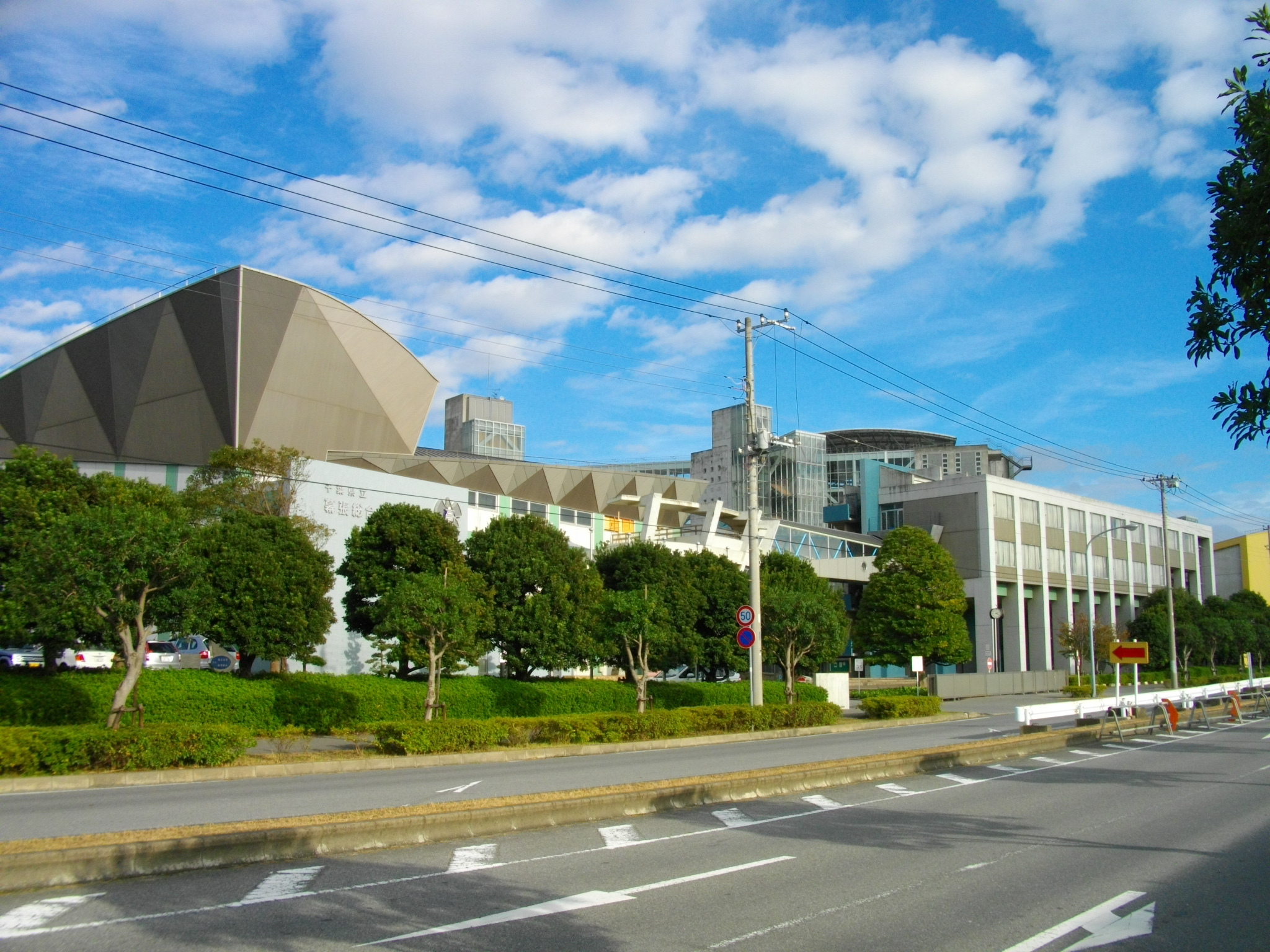
千葉県立幕張総合高等学校

- イオンタワーアネックス
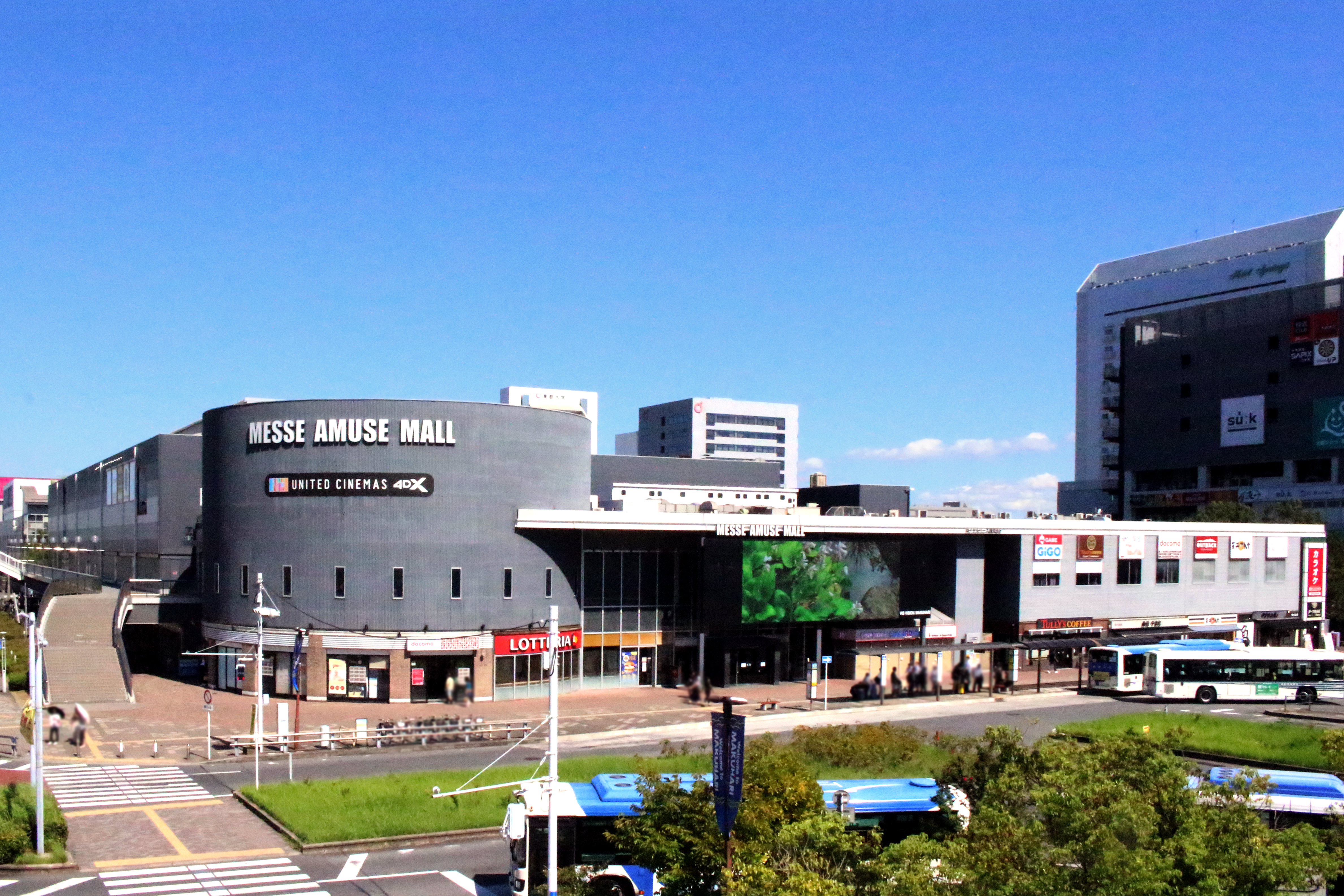
メッセ・アミューズ・モール
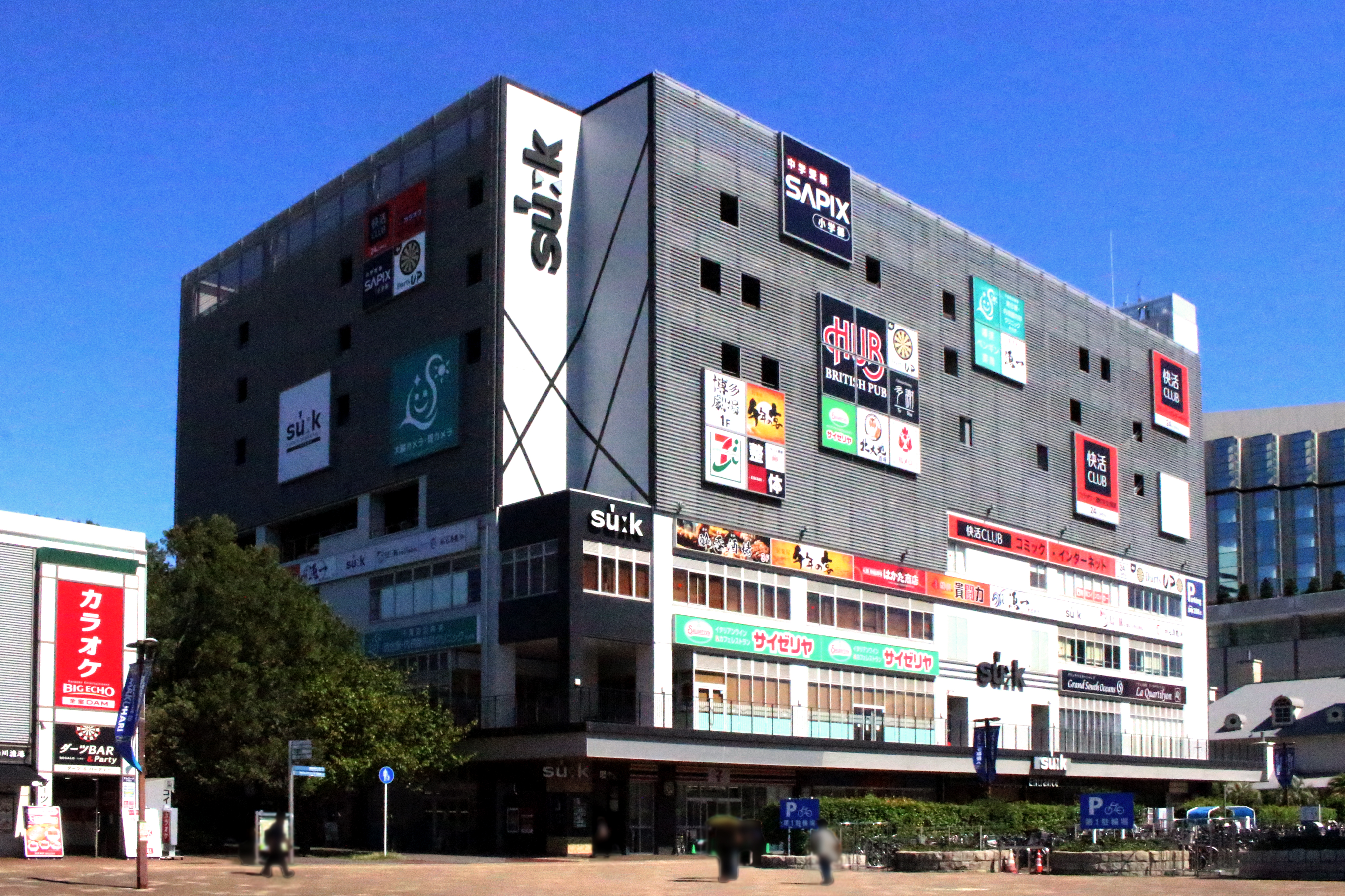
スーク海浜幕張
幕張ベイパークのタワーマンション群

- aune MAKUHARI
- イオン海浜幕張店
- かねたや家具店 本社
- パルプラザ幕張
- 公園通りビル
- ホテルスプリングス幕張
- 幕張海浜公園 Aブロック
- 幕張ベイパーク

- イオンタワー（イオン本社ビル）
- エム・ベイポイント幕張
- セイコーインスツル本社ビル
- キヤノンマーケティングジャパン幕張事業所ビル
- 日本貿易振興機構アジア経済研究所
- 放送大学（放送大学学園）
- 千葉県立幕張総合高等学校
- メッセ・アミューズ・モール
- スーク海浜幕張
- 幕張ベイパークのタワーマンション群

### 南口側
- 幕張メッセ
  - 国際展示場（1-8ホール）
  - 国際展示場北ホール（9-11ホール）
  - 国際会議場
  - 幕張イベントホール
- 千葉マリンスタジアム（ZOZOマリンスタジアム）
- 千葉県総合救急災害医療センター
- 美浜消防署打瀬出張所
- ワールドビジネスガーデン
- QVCジャパン 本社
- 東京ガス 幕張ビル
- ホテル ザ・マンハッタン
- ホテルフランクス
- ホテルグリーンタワー幕張
- ホテルニューオータニ幕張
- アパホテル&リゾート 東京ベイ幕張
- 三井アウトレットパーク 幕張
- プレナ幕張
- イオンモール幕張新都心
- 幕張海浜公園 B~Gブロック
  - 見浜園（日本庭園）
  - 高円宮記念JFA夢フィールド
- 幕張ベイタウン
- 幕張ベイタウン郵便局
- みはま病院

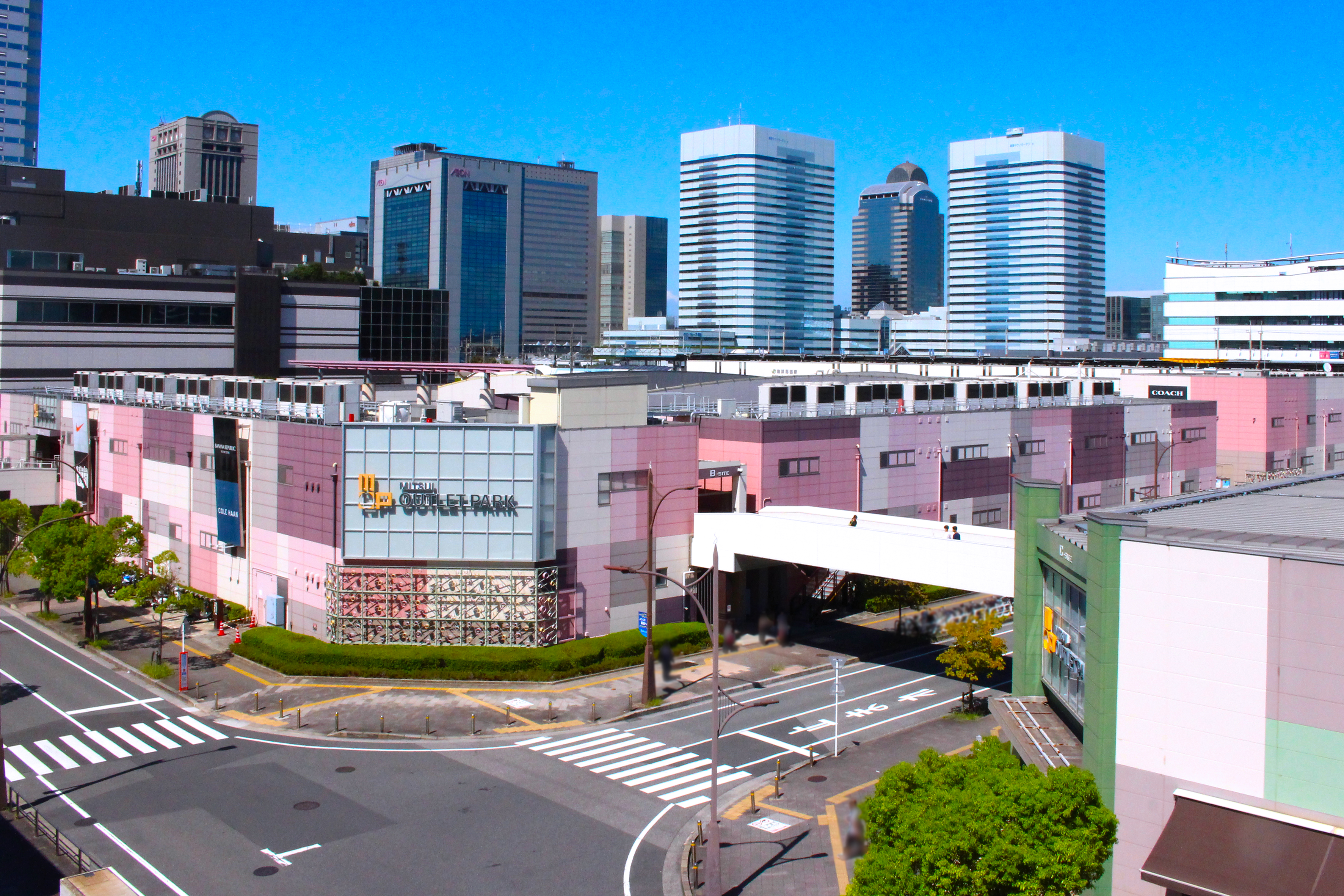
三井アウトレットパーク 幕張（B~C-SITE）
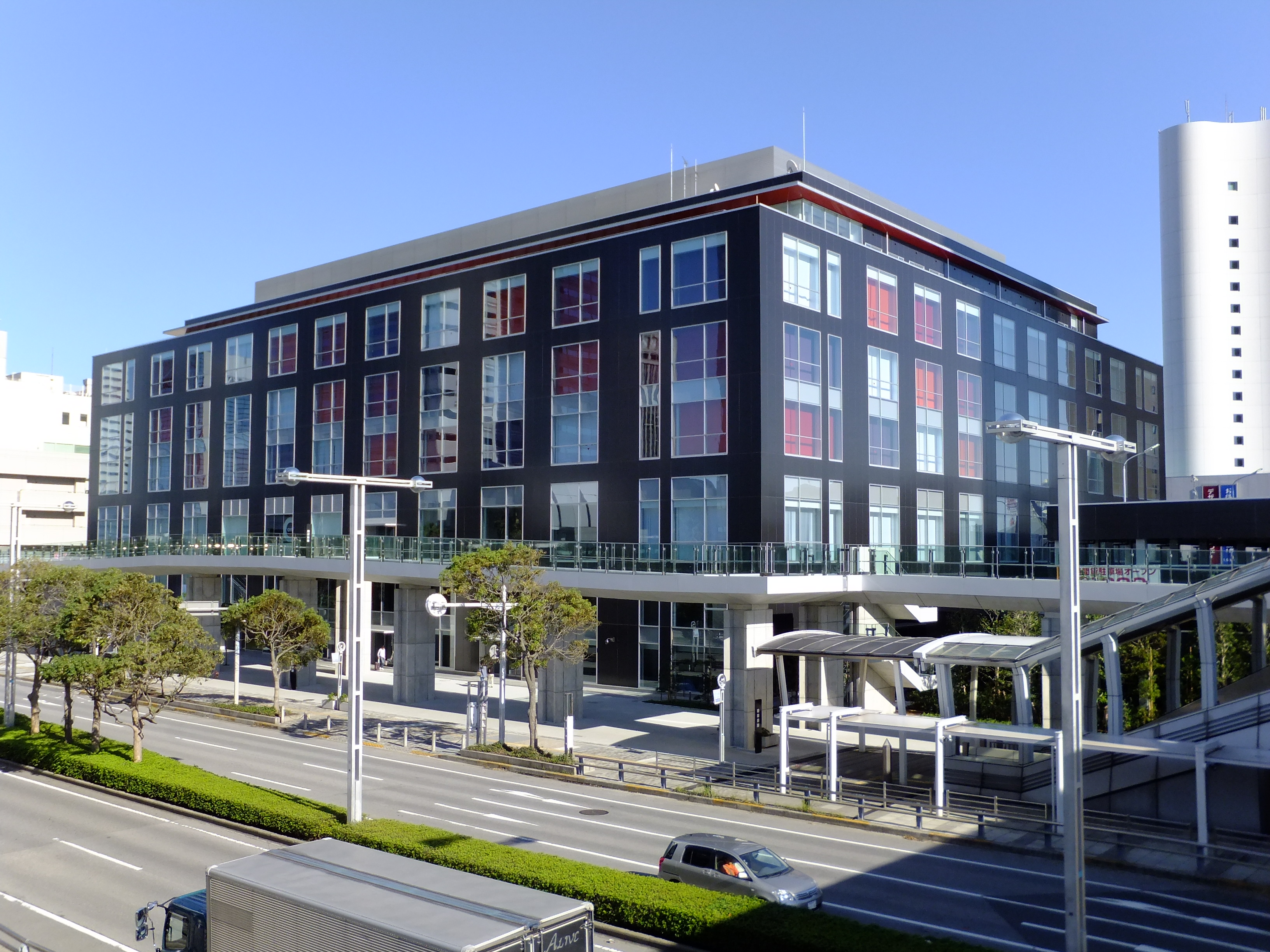
QVCジャパン 本社
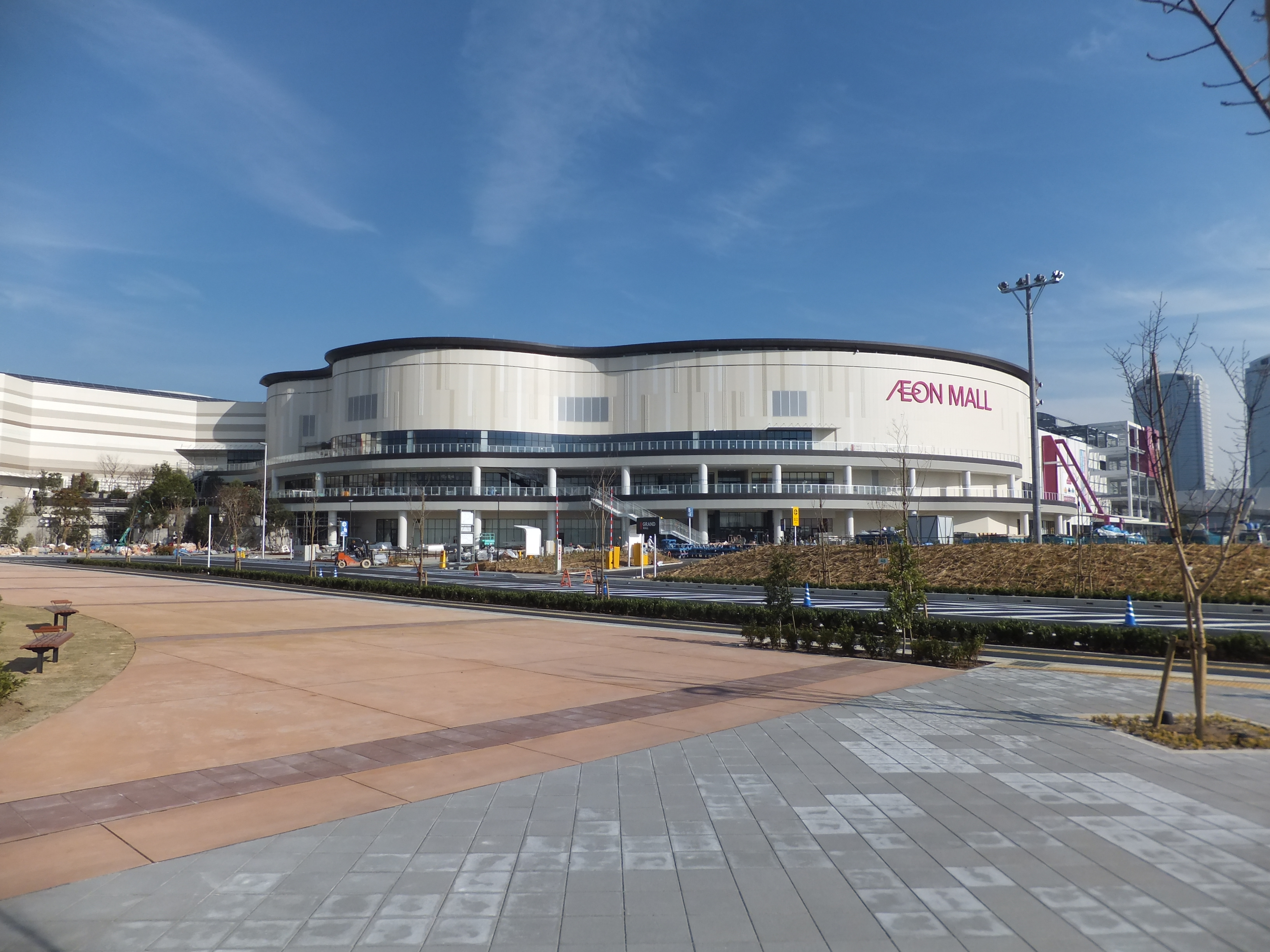
イオンモール幕張新都心 グランドモール
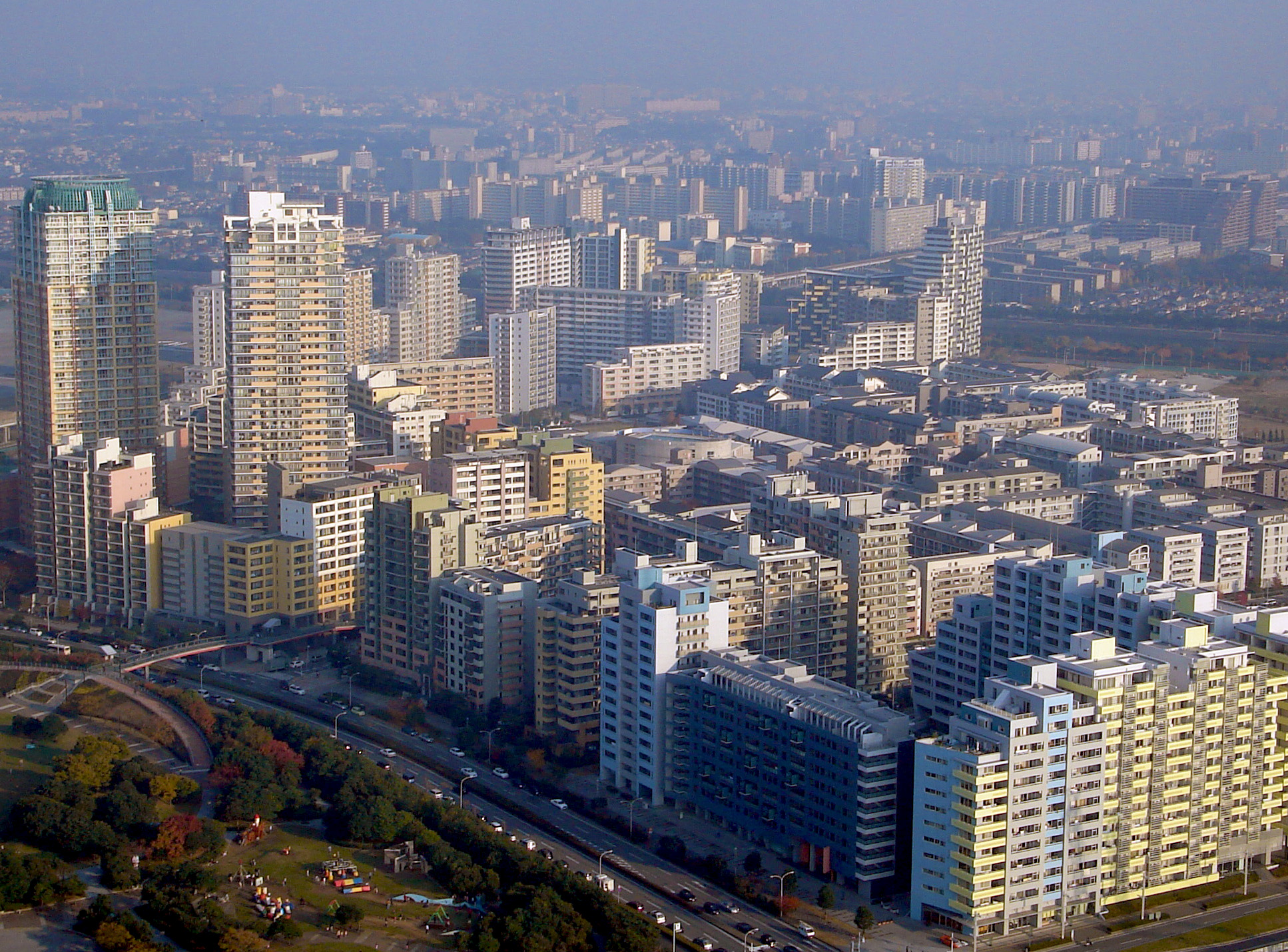
幕張ベイタウンのマンション群
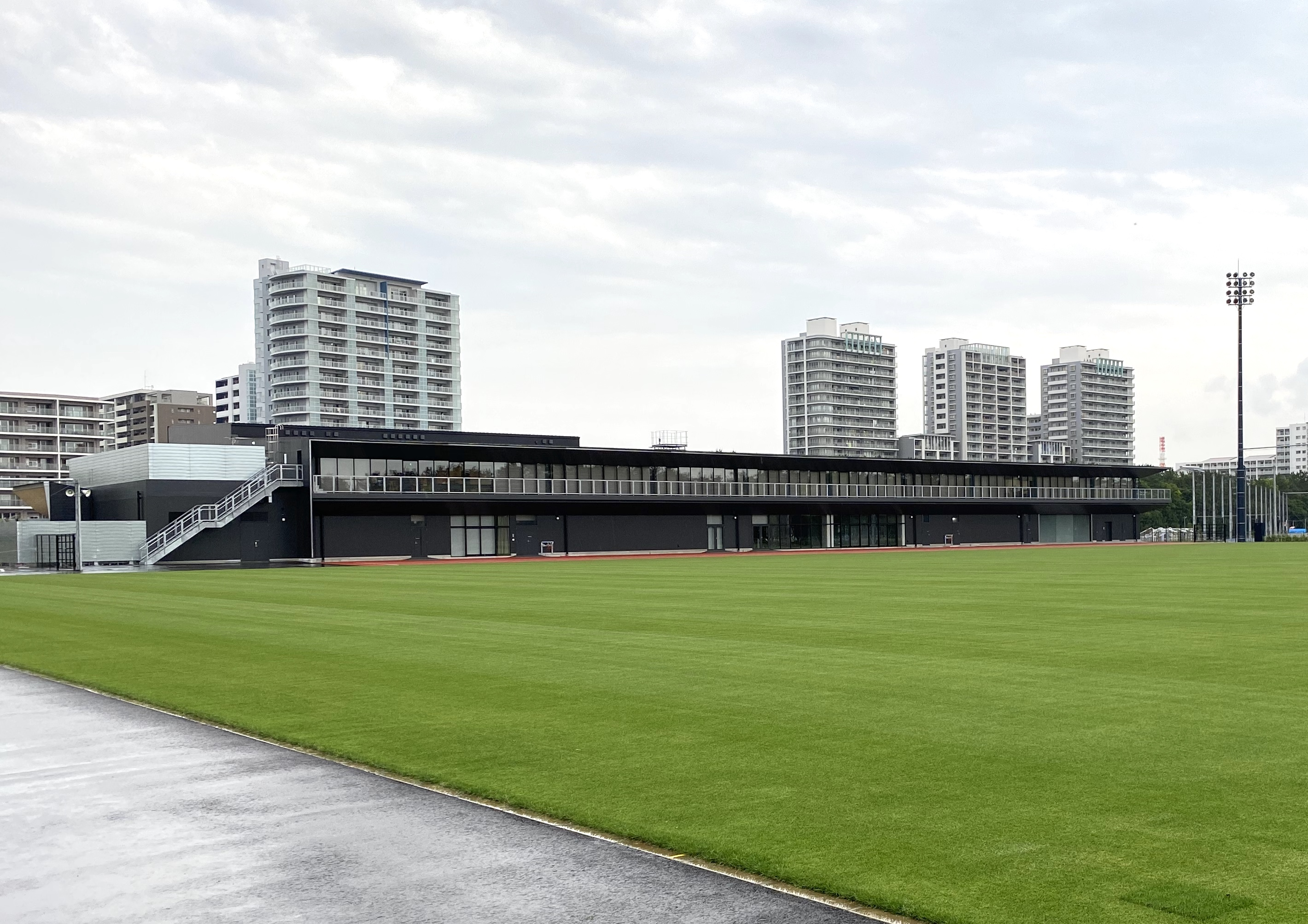
高円宮記念JFA夢フィールド

## バス路線

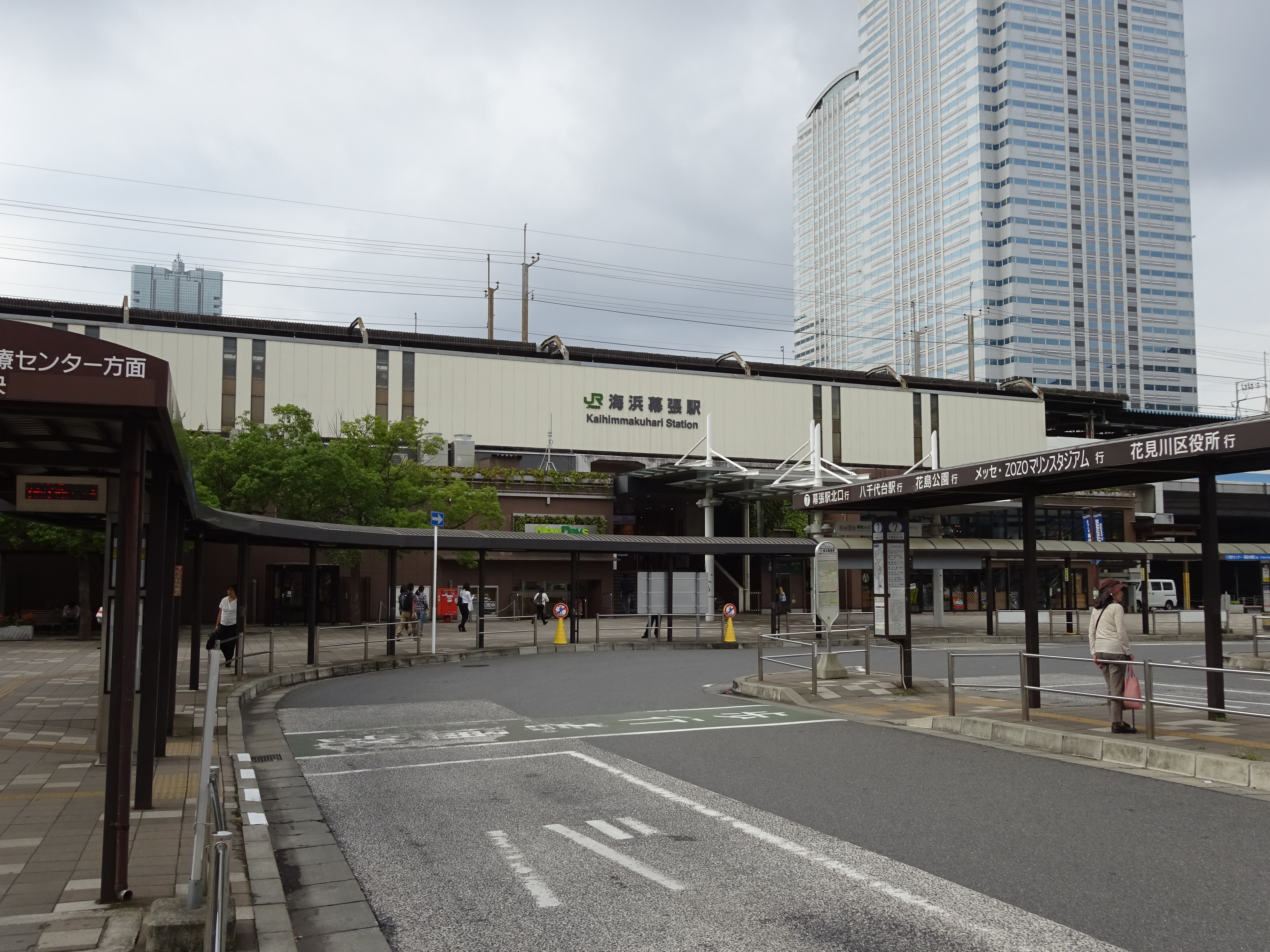
北口バスターミナル

バスターミナルが北口側にあり、当駅近辺の施設を目的地とする多くの路線バスが運行される。とりわけ、総武線および京成千葉線の幕張本郷駅を結ぶ路線は運行本数・利用者数ともに非常に多くなっている。そのため、連節バス「シーガル幕張」を一部系統で運行している。この他、茨城県潮来市・神栖市・鹿嶋市、羽田空港、成田空港、中部・関西方面への高速バスも運行される。京成バス・京成バス千葉セントラル・平和交通・千葉シーサイドバスなどが乗り入れている。
ZOZOマリンスタジアムで千葉ロッテマリーンズの試合が開催される日に運行されるマリンスタジアム直行バスは、南口にある商業施設「プレナ幕張」にある、マリーンズのオフィシャルグッズショップ｢マリーンズストア 海浜幕張駅前店｣前の臨時バス停から発車する。

### 路線バス
「海浜幕張駅」停留所にて、以下の路線バスが発着する。
| のりば | 運行事業者               | 系統・行先 | 備考 |
| ------ | ------------------------ | --- | ---- |
| 1      | 京成バス                 | 幕01：幕張本郷駅 |      |
| 2      | 京成バス                 | 幕01：幕張メッセ中央 / ZOZOマリンスタジアム / 医療センター |      |
| 3      | 京成バス                 | - 幕22：幕張本郷駅 - 海62：新都心営業所 |      |
| 3      | 京成バス                 | イオン65：幕張豊砂駅（イオンモール幕張新都心） |      |
| 3      | - 京成バス千葉セントラル | 幕張豊砂駅（イオンモール幕張新都心） |      |
| 4      | - 京成バス - 平和交通    | 海01・海02・海03・海11：ベイタウン循環 / ハイテク通り循環 |      |
| 5      | - 京成バス - 平和交通    | 海03・海21・海22・海23：ベイタウン循環 / ハイテク通り循環 |      |
| 5      | 京成バス                 | 海51・海52：京成幕張駅 |      |
| 6      | 京成バス                 | - 八千04：八千代台駅 - 海57：幕張ベイパーク循環 |      |
| 6      | 京成バス千葉セントラル   | 稲毛駅 / 新検見川駅 |      |
| 7      | 京成バス千葉セントラル   | ZOZOマリンスタジアム / 海浜病院 |      |
| 7      | 千葉シーサイドバス       | - 231：長作町 - 232・234・239：花島公園 - 234・241・290：ZOZOマリンスタジアム - 239・243・293：幕張メッセ中央 - 240・241・243：JR幕張駅 - 242：幕張駅入口 - 260：幕張本郷駅 - 290・291・293：花見川区役所 |      |
| 8      | 平和交通                 | 稲毛駅 / 幕張本郷駅 |      |
| 8      | あすか交通               | 深夜急行：山田インター入口 |      |

### 高速バス
| のりば                             | 運行事業者                                                      | 系統・行先                                                                    | 備考 |
| ---------------------------------- | --------------------------------------------------------------- | ----------------------------------------------------------------------------- | ---- |
| 海浜幕張駅3番                      | - 京成バス - 京成バス千葉イースト - 東京空港交通 - 京浜急行バス | 羽田空港                                                                      |      |
| 海浜幕張駅3番                      | - 京成バス - 京成バス千葉イースト                               | 成田空港                                                                      |      |
| 海浜幕張駅3番                      | 関東鉄道                                                        | 水郷潮来・鹿島神宮駅                                                          |      |
| 海浜幕張駅3番                      | - 京成バス - フジエクスプレス                                   | 富士急ハイランド・河口湖駅                                                    |      |
| 海浜幕張駅3番                      | 京成バス千葉イースト                                            | きょうと号：大津駅・山科駅・三条京阪・京都駅八条口                            |      |
| 海浜幕張駅3番                      | 京成バス                                                        | Kスターライナー：千里中央駅・新大阪駅・大阪駅・神戸三宮バスターミナル         |      |
| 海浜幕張駅3番                      | 京成バス千葉イースト 和歌山バス                                 | サウスウェーブ号：堺東駅・堺駅・泉ケ丘駅・和歌山駅・和歌山市駅                |      |
| ホテルグリーンタワー幕張前         | 山一サービス                                                    | アミー号：南草津駅・京都駅八条口・梅田・心斎橋 / 京都駅八条口・梅田・神戸三宮 |      |
| ホテルグリーンタワー幕張前         | 武井観光                                                        | アミー号：名古屋南（ささしまライブ）                                          |      |
| ホテルスプリングス幕張アネックス前 | WILLER EXPRESS                                                  | WILLER EXPRESS：梅田・USJ                                                     |      |
| プレナ幕張前                       | ツーリストバス                                                  | Tourist Bus：京都・梅田・難波                                                 |      |

## その他
- 交通結節機能の強化や利用者の利便性向上を目的として、蘇我駅方面に改札口の増設が決まり[報道 10][新聞 4]、先述の通り2025年（令和7年）3月22日に「公園改札」として供用が開始された。
- 開業前の仮称は「新幕張」であった。

## 隣の駅
東日本旅客鉄道（JR東日本）
 京葉線
- 特急「わかしお」一部停車駅

■快速（当駅から検見川浜方の各駅に停車）
南船橋駅 (JE 11) - 海浜幕張駅 (JE 14) - 検見川浜駅 (JE 15)
■各駅停車
幕張豊砂駅 (JE 13) - 海浜幕張駅 (JE 14) - 検見川浜駅 (JE 15)
 武蔵野線直通
■各駅停車・■しもうさ号
幕張豊砂駅 (JE 13) - 海浜幕張駅 (JE 14)